# Filmåret 2017

## Mest inkomstbringande filmer
| Rank | Titel                          | Distribution         | Intäkter       |
| ---- | ------------------------------ | -------------------- | -------------- |
| 1    | Star Wars: The Last Jedi       | Disney               | $1 332 539 889 |
| 2    | Skönheten och odjuret          | Disney               | $1 263 521 126 |
| 3    | Fast & Furious 8               | Universal            | $1 236 005 118 |
| 4    | Dumma mej 3                    | Universal            | $1 034 799 409 |
| 5    | Jumanji: Welcome to the Jungle | Sony                 | $962 077 546   |
| 6    | Spider-Man: Homecoming         | Sony                 | $880 166 924   |
| 7    | Wolf Warrior 2                 | United Entertainment | $870 325 439   |
| 8    | Guardians of the Galaxy Vol. 2 | Disney               | $863 756 051   |
| 9    | Thor: Ragnarök                 | Disney               | $853 977 126   |
| 10   | Wonder Woman                   | Warner Bros.         | $821 847 012   |

## Händelser
- 11 december 2016 – Critics' Choice Movie Awards
- 8 januari – Golden Globe-galan
- 23 januari – Guldbaggegalan
- 29 januari – Screen Actors Guild Awards
- 12 februari – BAFTA-galan
- 19 februari – Satellite Awards
- 25 februari – Razziegalan
- 26 februari – Oscarsgalan
- 9 april – MTV Movie Awards

## Årets filmer
#
- 120 slag i minuten
- 50 vårar

A
- Agatha – granndetektiven
- Alien: Covenant
- All Eyez on Me
- All Inclusive
- All the Money in the World
- Allt du önskar kan du få
- Allt för min son
- American Assassin
- American Made
- Annabelle 2: Creation
- Apornas planet: Striden
- Atomic Blonde
- Avicii: True Stories

B
- Baahubali 2: The Conclusion
- Baby-bossen
- Baby Driver
- Bad Moms 2
- Badrinath Ki Dulhania
- Bakom masken
- Balu Mahi
- The Bar
- Barnmorskan
- Battle of the Sexes
- Baywatch
- Beast
- Becker - Kungen av Tingsryd
- Beskyddarna
- The Big Sick
- Bigfoot Junior
- Bilar 3
- Blade Runner 2049
- Bobbi Jene
- The Bookshop
- Borg
- Botoks
- The Breadwinner
- Breathe
- Brev till en seriemördare

C
- C'est la vie!
- Call Me by Your Name
- Churchill
- The Circle
- Citizen Schein
- City of Ghosts
- Cloudboy
- Coco
- A Cure for Wellness
- The Current War

D
- Daddy's Home 2
- The Dark Tower
- Darkest Hour
- Darkland
- De bedragna
- The Death of Stalin
- The Deminer
- Den eviga vägen
- Den excentriska domaren
- Den otroliga historien om det jättestora päronet
- Den sommaren
- Den stora nötkuppen 2
- Den ödmjuka
- Destination Europa
- Det
- Det var en gång i Tyskland...
- Detroit
- The Disaster Artist
- Django
- Djungelgänget
- Domaren
- Downsizing
- Dröm vidare
- Dubbelt begär
- Dumma mej 3
- Dunkirk

E
- Edie
- The Emoji Movie
- En fantastisk kvinna
- En flodhäst i tesalongen
- En obekväm uppföljare
- En sista semester
- En säsong i Frankrike
- Euphoria
- Exfrun

F
- Fast & Furious 8
- Fifty Shades Darker
- Filmen om Badrock
- Flatliners
- The Florida Project
- The Foreigner
- Förolämpningen

G
- Geostorm
- Get Out
- Ghost in the Shell
- Girls Trip
- Gisslan
- The Glass Castle
- God's Own Country
- Goodbye Christopher Robin
- Good Time
- Gordon och Paddy
- Grain
- The Greatest Showman
- Gruppen
- Guardians of the Galaxy Vol. 2

H
- Half Girlfriend
- Half to Death
- Happy Death Day
- Happy End
- He's Out There
- Hemma i Hampstead
- Herr och fru Adelman
- Himlens mörkrum
- The Hitman's Bodyguard
- Hobbyhorse Revolution
- Home Again – Kärleken flyttar in
- Human Flow
- Huset vid havet

I
- I, Tonya
- Ingen tid för kärlek – en film om Johnny Bode
- Ingenting och allting
- Insyriated
- It Comes At Night
- It Was Fifty Years Ago Today... Sgt Pepper and Beyond

J
- Jab Harry met Sejal
- Jeune Femme
- Jigsaw
- John Wick: Chapter 2
- Jordgubbslandet
- Judwaa 2
- Jumanji: Welcome to the Jungle
- Justice League

K
- Kaabil
- The Killing of a Sacred Deer
- Kim – Den skalliga primadonnan
- Kincsem
- King Arthur: Legend of the Sword
- Kingsman: The Golden Circle
- Kong: Skull Island
- Korparna: Ravens
- Krig
- Känslan av ett slut
- Kärlek över haven

L
- La familia
- Lady Bird
- Leaning Into the Wind
- The Lego Batman Movie
- The Lego Ninjago Movie
- Let the Sunshine In
- Life
- Listy do M3
- Ljus i natten
- Logan Lucky
- Logan – The Wolverine
- Loving Vincent
- Lucky
- Lustiga små kryp

M
- M
- Malibu Road
- The Man with the Iron Heart
- Marcus & Martinus – Tillsammans mot drömmen
- Maria by Callas
- Marshall
- Max & Maja på det magiska museet
- Menashe
- Molly's Game
- Monky
- Mordet på Orientexpressen
- Mot solnedgången
- Mother!
- The Mountain Between Us
- Mudbound
- The Mummy
- My Cousin Rachel
- My Little Pony: The Movie
- Måste gitt

N
- The Nile Hilton Incident
- November

O
- Okänd soldat
- Olegs barndom
- Olydnad
- Om själ och kropp
- Oskars Amerika
- Ouaga Girls

P
- Paddington 2
- Papillon
- Para Knas
- The Party
- Petit paysan
- Phantom Thread
- Pingvinresan 2
- Pirates of the Caribbean: Salazar's Revenge
- Pitch Perfect 3
- Pop Aye
- The Post
- Power Rangers
- A Prayer Before Dawn
- Professor Marston and the Wonder Women
- På Chesil Beach

R
- Racer and the Jailbird
- Rainbow – A Private Affair
- Rangoon
- Raula
- Rings
- The Ritual
- Rodin
- Roman J. Israel, Esq.
- Rough Night
- Rum 213

S
- Saknaden
- Sangarid
- Secret Superstar
- The Shape of Water
- Shapeshifters
- Silvana – Väck mig när ni vaknat
- Skyggenes dal
- Skönheten och odjuren
- Skönheten och odjuret
- Sleepless
- Smurfarna: Den försvunna byn
- Småstad - konsten att leva innan vi dör
- Smärtan
- Snömannen
- Solsidan
- Som en dans
- Song to Song
- The Space Between Us
- Spider-Man: Homecoming
- Spider Thieves
- The Square
- The Star
- Star Boys
- Star Wars: The Last Jedi
- Stora stygga räven
- Suburbicon
- Superswede
- Svanen

T
- T2 Trainspotting
- Table 19
- Tangent Room
- Teheran Tabu
- Thelma
- Thor: Ragnarök
- Three Billboards Outside Ebbing, Missouri
- Tiger Zinda Hai
- Tigers Are Not Afraid
- Tillbaka till Montauk
- Tjejresan
- Tjuren Ferdinand
- Tom of Finland
- Trafikljusen blir blå imorgon
- Transformers: The Last Knight
- Tredje mordet
- The Trip to Spain
- Trollvinter i Mumindalen
- Trädgårdsgatan
- Tubelight
- Tulpanfeber
- Tårtgeneralen

U
- Udda vänner
- Under the Tree
- Utan nåd

V
- Vad ska folk säga?
- Valerian and the City of a Thousand Planets
- Verónica
- Victoria & Abdul
- Vilken jävla cirkus
- Villebråd
- Virus Tropical
- Vremja pervych
- Vår vingård i Bourgogne

W
- The Wife
- Wind River
- Winnerbäck – Ett slags liv
- Wish Upon
- Wolf Warrior 2
- Wonder
- Wonder Wheel
- Wonder Woman
- Wonderstruck

X
- xXx: Return of Xander Cage

Y
- You Were Never Really Here

## Sverigepremiärer
Filmer som hade premiär i Sverige under 2017.
| Sverigepremiärer 2017 | Sverigepremiärer 2017 | Sverigepremiärer 2017                                  | Sverigepremiärer 2017                                                      | Sverigepremiärer 2017 | Sverigepremiärer 2017                                | Sverigepremiärer 2017 |
| Datum                 | Datum                 | Titel                                                  | Land                                                                       | Regi och medverkande | Genre                                                | Ref                   |
| --------------------- | --------------------- | ------------------------------------------------------ | -------------------------------------------------------------------------- | --- | ---------------------------------------------------- | --------------------- |
| J A N U A R I         | 4                     | Skönheten i allt                                       | USA                                                                        | Regi: David Frankel; Med: Will Smith, Edward Norton, Keira Knightley, Michael Peña, Naomie Harris, Jacob Latimore, Kate Winslet, Helen Mirren | Drama, Fantasy, Romantik                             | [ 2 ] [ 3 ]           |
| J A N U A R I         | 6                     | Efter stormen                                          | Japan                                                                      | Regi: Hirokazu Kore-eda; Med: Hiroshi Abe, Yōko Maki, Taiyô Yoshizawa, Kirin Kiki | Drama                                                | [ 4 ] [ 5 ]           |
| J A N U A R I         | 6                     | Måste gitt                                             | Sverige                                                                    | Regi: Ivica Zubak; Med: Can Demirtas, David Nzinga, Mahmut Suvakci, Jörgen Thorsson, Lena Endre, Toni Prince, Selma Caglar, Keywan Karem, Shebly Niavarani | Drama, Komedi                                        | [ 6 ] [ 7 ]           |
| J A N U A R I         | 6                     | Paterson                                               | USA · Frankrike · Tyskland                                                 | Regi: Jim Jarmusch; Med: Adam Driver, Golshifteh Farahani, Barry Shabaka Henley, Cliff Smith, Chasten Harmon, William Jackson Harper, Masatoshi Nagase | Drama                                                | [ 8 ] [ 9 ]           |
| J A N U A R I         | 11                    | Assassin's Creed                                       | USA · Storbritannien · Frankrike                                           | Regi: Justin Kurzel; Med: Michael Fassbender, Marion Cotillard, Jeremy Irons, Brendan Gleeson, Charlotte Rampling, Michael K. Williams | Action, Fantasy, Sci-Fi, Äventyr                     | [ 10 ] [ 11 ]         |
| J A N U A R I         | 13                    | American Pastoral                                      | USA · Hongkong                                                             | Regi: Ewan McGregor; Med: Ewan McGregor, Jennifer Connelly, Dakota Fanning, Peter Riegert, Rupert Evans, Uzo Aduba, Molly Parker, David Strathairn | Drama, Kriminal                                      | [ 12 ] [ 13 ]         |
| J A N U A R I         | 13                    | Elle                                                   | Frankrike · Tyskland · Belgien                                             | Regi: Paul Verhoeven; Med: Isabelle Huppert, Laurent Lafitte, Anne Consigny, Charles Berling, Virginie Efira | Drama, Thriller                                      | [ 14 ] [ 15 ]         |
| J A N U A R I         | 13                    | Life, Animated                                         | USA                                                                        | Regi: Roger Ross Williams | Dokumentär                                           | [ 16 ] [ 17 ]         |
| J A N U A R I         | 20                    | Aquarius                                               | Brasilien · Frankrike                                                      | Regi: Kleber Mendonça Filho; Med: Sonia Braga, Julia Bernat, Humberto Carrão, Carla Ribas | Drama                                                | [ 18 ] [ 19 ]         |
| J A N U A R I         | 20                    | Bleed for This                                         | USA                                                                        | Regi: Ben Younger; Med: Miles Teller, Aaron Eckhart, Katey Sagal, Ciarán Hinds, Ted Levine | Biografi, Sport                                      | [ 20 ] [ 21 ]         |
| J A N U A R I         | 20                    | Live by Night                                          | USA                                                                        | Regi: Ben Affleck; Med: Ben Affleck, Elle Fanning, Brendan Gleeson, Chris Messina, Sienna Miller, Zoë Saldaña, Chris Cooper, Miguel Jontel | Kriminal                                             | [ 22 ] [ 23 ]         |
| J A N U A R I         | 20                    | Marcus & Martinus – Tillsammans mot drömmen            | Norge                                                                      | Regi: Daniel Fahre; Med: Marcus Gunnarsen, Martinus Gunnarsen | Dokumentär                                           | [ 24 ] [ 25 ]         |
| J A N U A R I         | 20                    | Småstad - konsten att leva innan vi dör                | Sverige                                                                    | Regi: Johan Löfstedt; Med: Björn Löfstedt, Gunilla Carlsén, Kina Löfstedt, Monica Sturzenbecker, Pelle Löfstedt | Drama                                                | [ 26 ] [ 27 ]         |
| J A N U A R I         | 20                    | Split                                                  | USA                                                                        | Regi: M. Night Shyamalan; Med: James McAvoy, Anya Taylor-Joy, Jessica Sula, Haley Lu Richardson, Betty Buckley | Psykologi, Skräck, Thriller                          | [ 28 ] [ 29 ]         |
| J A N U A R I         | 25                    | Kaabil                                                 | Indien                                                                     | Regi: Sanjay Gupta; Med: Hrithik Roshan, Yami Gautam, Ronit Roy, Rohit Roy | Action, Drama, Romantik                              | [ 30 ]                |
| J A N U A R I         | 27                    | The Bye Bye Man                                        | USA                                                                        | Regi: Stacy Title; Med: Douglas Smith, Lucien Laviscount, Cressida Bonas, Doug Jones, Carrie-Anne Moss, Faye Dunaway | Skräck                                               | [ 31 ] [ 32 ]         |
| J A N U A R I         | 27                    | The Handmaiden                                         | Sydkorea                                                                   | Regi: Park Chan-wook; Med: Kim Min-hee, Ha Jung-woo, Cho Jin-woong, Kim Tae-ri | Erotik, Thriller                                     | [ 33 ] [ 34 ]         |
| J A N U A R I         | 27                    | La La Land                                             | USA                                                                        | Regi: Damien Chazelle; Med: Ryan Gosling, Emma Stone, John Legend, Rosemarie DeWitt | Drama, Komedi, Musikal, Romantik                     | [ 35 ] [ 36 ]         |
| J A N U A R I         | 27                    | Min arabiska vår                                       | Tunisien · Belgien · Frankrike                                             | Regi: Mohamed Ben Attia; Med: Majd Mastoura, Rym Ben Messaoud, Sabah Bouzouita, Hakim Boumsaoudi, Omnia Ben Ghali, Arwa Ben Smail | Drama, Romantik                                      | [ 37 ] [ 38 ]         |
| J A N U A R I         | 27                    | xXx: Return of Xander Cage                             | USA                                                                        | Regi: D.J. Caruso; Med: Vin Diesel, Donnie Yen, Samuel L. Jackson, Deepika Padukone, Nina Dobrev, Ruby Rose, Tony Jaa, Toni Collette, Kris Wu, Rory McCann, Al Sapienza, Nicky Jam, Michael Bisping, Ariadna Gutiérrez, Hermione Corfield                                                 | Action                                               | [ 39 ] [ 40 ]         |
| F E B R U A R I       | 3                     | Det främmande                                          | Mexiko · Danmark · Frankrike · Tyskland · Norge · Schweiz                  | Regi: Amat Escalante; Med: Kenny Johnston | Drama                                                | [ 41 ] [ 42 ]         |
| F E B R U A R I       | 3                     | Jackie                                                 | USA · Frankrike · Chile                                                    | Regi: Pablo Larraín; Med: Natalie Portman, Greta Gerwig, Peter Sarsgaard, Max Casella, Beth Grant, Billy Crudup, Richard E. Grant, John Hurt | Biografi, Drama                                      | [ 43 ] [ 44 ]         |
| F E B R U A R I       | 3                     | Resident Evil: The Final Chapter                       | Tyskland · Frankrike · USA · Kanada                                        | Regi: Paul W.S. Anderson; Med: Milla Jovovich, Ali Larter, Shawn Roberts, Ruby Rose, Eoin Macken, William Levy, Iain Glen | Action, Sci-Fi, Skräck, Thriller                     | [ 45 ] [ 46 ]         |
| F E B R U A R I       | 3                     | Rings                                                  | USA                                                                        | Regi: F. Javier Gutiérrez; Med: Matilda Lutz, Alex Roe, Johnny Galecki, Aimee Teegarden, Bonnie Morgan, Vincent D’Onofrio | Skräck                                               | [ 47 ] [ 48 ]         |
| F E B R U A R I       | 3                     | Vaiana                                                 | USA                                                                        | Regi: Ron Clements & John Musker; Med: Auli'i Cravalho, Dwayne Johnson, Rachel House, Temuera Morrison, Jemaine Clement, Nicole Scherzinger, Alan Tudyk | Animation, Fantasy, Komedi, Musikal, Äventyr         | [ 49 ] [ 50 ]         |
| F E B R U A R I       | 10                    | Balu Mahi                                              | Pakistan                                                                   | Regi: Haissam Hussain; Med: Osman Khalid Butt, Ainy Jaffri, Sadaf Kanwal | Komedi, Romantik                                     | [ 51 ]                |
| F E B R U A R I       | 10                    | Den lyckligaste dagen i Olli Mäkis liv                 | Finland · Tyskland · Sverige                                               | Regi: Juho Kuosmanen; Med: Jarkko Lahti, Oona Airola, Eero Milonoff | Biografi, Drama, Sport                               | [ 52 ] [ 53 ]         |
| F E B R U A R I       | 10                    | Fifty Shades Darker                                    | USA                                                                        | Regi: James Foley; Med: Dakota Johnson, Jamie Dornan, Eric Johnson, Eloise Mumford, Bella Heathcote, Rita Ora, Luke Grimes, Victor Rasuk, Kim Basinger, Marcia Gay Harden | Drama, Romantik                                      | [ 54 ] [ 55 ]         |
| F E B R U A R I       | 10                    | The Lego Batman Movie                                  | USA · Danmark                                                              | Regi: Chris McKay; Med: Will Arnett, Zach Galifianakis, Michael Cera, Rosario Dawson, Ralph Fiennes, Mariah Carey | Animation, Action, Komedi                            | [ 56 ] [ 57 ]         |
| F E B R U A R I       | 10                    | Moonlight                                              | USA                                                                        | Regi: Barry Jenkins; Med: Trevante Rhodes, André Holland, Janelle Monáe, Ashton Sanders, Jharrel Jerome, Naomie Harris, Mahershala Ali | Drama                                                | [ 58 ] [ 59 ]         |
| F E B R U A R I       | 10                    | Prövningen                                             | Rumänien · Frankrike · Belgien                                             | Regi: Cristian Mungiu; Med: Adrian Titieni, Maria-Victoria Dragus, Lia Bugnar, Vlad Ivanov | Drama                                                | [ 60 ] [ 61 ]         |
| F E B R U A R I       | 17                    | Below Her Mouth                                        | Kanada                                                                     | Regi: April Mullen; Med: Natalie Krill, Erika Linder | Drama                                                | [ 62 ] [ 63 ]         |
| F E B R U A R I       | 17                    | A Cure for Wellness                                    | USA · Tyskland                                                             | Regi: Gore Verbinski; Med: Dane DeHaan, Jason Isaacs, Mia Goth | Skräck, Thriller                                     | [ 64 ] [ 65 ]         |
| F E B R U A R I       | 17                    | Exfrun                                                 | Sverige                                                                    | Regi: Katja Wik; Med: Maria Sundbom, Nina Zanjani, Ellen Olaison, Robin Keller, Karl Linnertorp | Drama                                                | [ 66 ] [ 67 ]         |
| F E B R U A R I       | 17                    | The Great Wall                                         | Kina · USA                                                                 | Regi: Zhang Yimou; Med: Matt Damon, Jing Tian, Pedro Pascal, Willem Dafoe, Andy Lau | Action, Sci-Fi, Äventyr                              | [ 68 ] [ 69 ]         |
| F E B R U A R I       | 17                    | Queen of Katwe                                         | USA                                                                        | Regi: Mira Nair; Med: David Oyelowo, Lupita Nyong'o, Madina Nalwanga | Biografi, Drama, Sport                               | [ 70 ] [ 71 ]         |
| F E B R U A R I       | 17                    | The Space Between Us                                   | USA                                                                        | Regi: Peter Chelsom; Med: Gary Oldman, Asa Butterfield, Carla Gugino, Britt Robertson | Drama, Romantik, Sci-Fi, Ungdom, Äventyr             | [ 72 ] [ 73 ]         |
| F E B R U A R I       | 22                    | T2 Trainspotting                                       | Storbritannien                                                             | Regi: Danny Boyle; Med: Ewan McGregor, Ewen Bremner, Jonny Lee Miller, Robert Carlyle | Komedi, Kriminal                                     | [ 74 ] [ 75 ]         |
| F E B R U A R I       | 24                    | Den okända flickan                                     | Belgien · Frankrike                                                        | Regi: Bröderna Dardenne; Med: Adèle Haenel, Olivier Bonnaud, Jérémie Renier, Louka Minnella | Drama                                                | [ 76 ] [ 77 ]         |
| F E B R U A R I       | 24                    | Dolda tillgångar                                       | USA                                                                        | Regi: Theodore Melfi; Med: Taraji P. Henson, Octavia Spencer, Janelle Monáe, Kevin Costner, Kirsten Dunst, Jim Parsons | Biografi, Drama, Historik                            | [ 78 ] [ 79 ]         |
| F E B R U A R I       | 24                    | John Wick: Chapter 2                                   | USA                                                                        | Regi: Chad Stahelski; Med: Keanu Reeves, Common, Laurence Fishburne, Riccardo Scamarcio, Ruby Rose, John Leguizamo, Ian McShane, Lance Reddick | Action, Kriminal, Thriller                           | [ 80 ] [ 81 ]         |
| F E B R U A R I       | 24                    | Rangoon                                                | Indien                                                                     | Regi: Vishal Bhardwaj; Med: Saif Ali Khan, Shahid Kapoor, Kangana Ranaut | Drama, Historik, Krig, Musikal, Romantik             | [ 82 ]                |
| F E B R U A R I       | 24                    | Rum 213                                                | Sverige                                                                    | Regi: Emelie Lindblom; Med: Wilma Lundgren, Ella Fogelström, Elena Hovsepyan, Pascal Andersson | Skräck                                               | [ 83 ] [ 84 ]         |
| M A R S               | 1                     | Logan – The Wolverine                                  | USA                                                                        | Regi: James Mangold; Med: Hugh Jackman, Patrick Stewart, Richard E. Grant, Boyd Holbrook, Stephen Merchant, Dafne Keen | Action, Drama, Sci-Fi, Superhjälte, Western, Äventyr | [ 85 ] [ 86 ]         |
| M A R S               | 3                     | En väldig vänskap                                      | Island · Danmark                                                           | Regi: Dagur Kári; Med: Gunnar Jónsson, Ilmur Kristjánsdóttir, Sigurjón Kjartansson | Drama                                                | [ 87 ] [ 88 ]         |
| M A R S               | 3                     | Gold                                                   | USA                                                                        | Regi: Stephen Gaghan; Med: Matthew McConaughey, Édgar Ramírez, Bryce Dallas Howard, Corey Stoll, Toby Kebbell, Craig T. Nelson, Stacy Keach, Bruce Greenwood | Drama, Kriminal, Äventyr                             | [ 89 ] [ 90 ]         |
| M A R S               | 3                     | Sameblod                                               | Sverige · Danmark · Norge                                                  | Regi: Amanda Kernell; Med: Lene Cecilia Sparrok, Mia Sparrok, Maj-Doris Rimpi, Olle Sarri, Hanna Alström, Malin Crépin | Drama                                                | [ 91 ] [ 92 ]         |
| M A R S               | 3                     | Silence                                                | USA · Taiwan · Mexiko                                                      | Regi: Martin Scorsese; Med: Andrew Garfield, Adam Driver, Tadanobu Asano, Ciarán Hinds, Liam Neeson | Drama, Historik                                      | [ 93 ] [ 94 ]         |
| M A R S               | 3                     | Systrar bakom galler                                   | Sverige · Japan · Danmark · Norge · Nederländerna · Kanada · Israel        | Regi: Nima Sarvestani | Dokumentär                                           | [ 95 ] [ 96 ]         |
| M A R S               | 3                     | Tom of Finland                                         | Finland · Sverige                                                          | Regi: Dome Karukoski; Med: Pekka Strang, Lauri Tilkanen, Seumas F. Sargent | Biografi, Drama                                      | [ 97 ] [ 98 ]         |
| M A R S               | 3                     | Train to Busan                                         | Sydkorea                                                                   | Regi: Yeon Sang-ho; Med: Gong Yoo, Ma Dong-seok, Jung Yu-mi, Kim Soo-an, Kim Eui-sung, Choi Woo-sik, Sohee | Action, Katastrof, Skräck, Thriller                  | [ 99 ] [ 100 ]        |
| M A R S               | 7                     | Filmen om Badrock                                      | Sverige                                                                    | Regi: Mats Jankell; Med: Björn Skifs, Anders Berglund, Marie Fredriksson, Per Gessle, Louise Hoffsten, Lisa Nilsson, Tommy Nilsson, Lena Philipsson, Mats Ronander, Anne-Lie Rydé, Sanne Salomonsen, Nina Söderquist                                                                      | Dokumentär, Konsert                                  | [ 101 ] [ 102 ]       |
| M A R S               | 9                     | Antifascisterna                                        | Sverige · Grekland                                                         | Regi: Emil Ramos & Patrik Öberg; Med: Kajsa Ekis Ekman, Spyros Marketos, Showan Shattak | Dokumentär                                           | [ 103 ] [ 104 ]       |
| M A R S               | 10                    | Alla tiders kvinnor                                    | USA                                                                        | Regi: Mike Mills; Med: Annette Bening, Elle Fanning, Greta Gerwig, Lucas Jade Zumann, Billy Crudup | Drama, Komedi                                        | [ 105 ] [ 106 ]       |
| M A R S               | 10                    | Badrinath Ki Dulhania                                  | Indien                                                                     | Regi: Shashank Khaitan; Med: Varun Dhawan, Alia Bhatt, Gauhar Khan, Mohit Marwah, Aakanksha Singh | Drama, Komedi, Romantik                              | [ 107 ]               |
| M A R S               | 10                    | Citizen Schein                                         | Sverige                                                                    | Regi: Maud Nycander; Med: Harriet Andersson, Roy Andersson, Daniel Bergman, Ingvar Carlsson, Jörn Donner, Åsa Moberg, Liv Ullmann | Dokumentär                                           | [ 108 ] [ 109 ]       |
| M A R S               | 10                    | Kim – Den skalliga primadonnan                         | Sverige                                                                    | Regi: Tintin Anderzon & Fredrik Egerstrand; Med: Kim Anderzon, Björn Granath, Krister Henriksson, Judith Hollander, Lasse Naumburg, Johan Rabaeus, Sven Wollter | Dokumentär                                           | [ 110 ] [ 111 ]       |
| M A R S               | 10                    | Kong: Skull Island                                     | USA                                                                        | Regi: Jordan Vogt-Roberts; Med: Tom Hiddleston, Samuel L. Jackson, John Goodman, Brie Larson, Toby Kebbell, John C. Reilly | Fantasy, Monster, Äventyr                            | [ 112 ] [ 113 ]       |
| M A R S               | 10                    | Mysteriet i Slack Bay                                  | Frankrike · Tyskland                                                       | Regi: Bruno Dumont; Med: Fabrice Luchini, Juliette Binoche, Valeria Bruni Tedeschi | Komedi                                               | [ 114 ] [ 115 ]       |
| M A R S               | 10                    | A United Kingdom                                       | USA · Storbritannien · Tjeckien                                            | Regi: Amma Asante; Med: David Oyelowo, Rosamund Pike, Jack Davenport, Tom Felton | Drama, Historik                                      | [ 116 ] [ 117 ]       |
| M A R S               | 15                    | Hermit: Monster Killer                                 | Sverige                                                                    | Regi: Ola Paulakoski; Med: Börje Lundberg, Johannes Söderqvist, Henrik Sjöman, Fredrik Weileby, Tommy Baso Nordin | Komedi, Skräck, Äventyr                              | [ 118 ] [ 119 ]       |
| M A R S               | 17                    | Dröm vidare                                            | Sverige                                                                    | Regi: Rojda Sekersöz; Med: Evin Ahmad, Gizem Erdogan, Malin Persson, Segen Tesfai, Anna Bjelkerud, Outi Mäenpää, Ella Åhman | Drama                                                | [ 120 ] [ 121 ]       |
| M A R S               | 17                    | Eva – en lyckost                                       | Sverige                                                                    | Regi: Matz Eklund; Med: Eva Eastwood, The Major Keys, The Boppers, Jerry Williams, Siw Malmkvist, Joakim Arnell, Peter LeMarc, Sten Berglind, Nisse Hellberg, Tony Lane, Tomas Deutgen, Hasse Andersson, Linda Gail Lewis                                                                 | Dokumentär                                           | [ 122 ]               |
| M A R S               | 17                    | I Am Not Your Negro                                    | Frankrike · USA                                                            | Regi: Raoul Peck; Med: Samuel L. Jackson | Dokumentär                                           | [ 123 ] [ 124 ]       |
| M A R S               | 17                    | Ljus i natten                                          | Finland · Tyskland                                                         | Regi: Aki Kaurismäki; Med: Sherwan Haji, Sakari Kuosmanen | Drama                                                | [ 125 ] [ 126 ]       |
| M A R S               | 17                    | Skönheten och odjuret                                  | USA                                                                        | Regi: Bill Condon; Med: Emma Watson, Dan Stevens, Luke Evans, Kevin Kline, Josh Gad, Ewan McGregor, Stanley Tucci, Ian McKellen, Emma Thompson | Fantasy, Musikal, Romantik                           | [ 127 ] [ 128 ]       |
| M A R S               | 20                    | Fröken omöjlig                                         | Frankrike                                                                  | Regi: Emilie Deleuze; Med: Léna Magnien, Patricia Mazuy, Philippe Duquesne, Catherine Hiegel, Alex Lutz | Komedi                                               | [ 129 ] [ 130 ]       |
| M A R S               | 22                    | Life                                                   | USA                                                                        | Regi: Daniel Espinosa; Med: Jake Gyllenhaal, Rebecca Ferguson, Olga Dihovichnaya, Ariyon Bakare, Hiroyuki Sanada, Ryan Reynolds | Rymd, Sci-Fi, Skräck, Thriller                       | [ 131 ] [ 132 ]       |
| M A R S               | 24                    | Brev till en seriemördare                              | Sverige                                                                    | Regi: Manal Masri; Med: Manal Masri, Kamal Masri, Mona Masri, Jamal Masri, Fayrouz Ramadan, Mohamad Iskandari, Mattias Gardell, Joakim Palmqvist | Dokumentär                                           | [ 133 ] [ 134 ]       |
| M A R S               | 24                    | Den osynlige gästen                                    | Spanien                                                                    | Regi: Oriol Paulo; Med: Mario Casas, Bárbara Lennie, José Coronado, Ana Wagener, Francesc Orella, Paco Tous | Thriller                                             | [ 135 ] [ 136 ]       |
| M A R S               | 24                    | Nocturama                                              | Frankrike · Tyskland · Belgien                                             | Regi: Bertrand Bonello; Med: Finnegan Oldfield, Vincent Rottiers, Hamza Meziani, Manal Issa, Martin Petit-Guyot, Jamil McCraven, Rabah Nait Oufella, Laure Valentinelli, Ilias Le Doré, Robin Goldbronn, Luis Rego, Hermine Karagheuz                                                     | Thriller                                             | [ 137 ] [ 138 ]       |
| M A R S               | 24                    | The Salesman                                           | Iran · Frankrike                                                           | Regi: Asghar Farhadi; Med: Shahab Hosseini, Taraneh Alidoosti, Babak Karimi, Mina Sadati | Drama, Thriller                                      | [ 139 ] [ 140 ]       |
| M A R S               | 24                    | Stockholm My Love                                      | Sverige · Storbritannien                                                   | Regi: Mark Cousins; Med: Neneh Cherry | Drama, Musikal                                       | [ 141 ] [ 142 ]       |
| M A R S               | 31                    | Ghost in the Shell                                     | USA                                                                        | Regi: Rupert Sanders; Med: Scarlett Johansson, Pilou Asbæk, Michael Pitt, Takeshi Kitano, Chin Han, Lasarus Ratuere, Juliette Binoche | Action, Sci-Fi, Äventyr                              | [ 143 ] [ 144 ]       |
| M A R S               | 31                    | I Called Him Morgan                                    | Sverige                                                                    | Regi: Kasper Collin | Dokumentär                                           | [ 145 ] [ 146 ]       |
| M A R S               | 31                    | Incarnate                                              | USA                                                                        | Regi: Brad Peyton; Med: Aaron Eckhart, Carice van Houten, Catalina Sandino Moreno, David Mazouz, Keir O'Donnell, Matt Nable, John Pirruccello | Skräck, Thriller                                     | [ 147 ] [ 148 ]       |
| M A R S               | 31                    | Patriots Day                                           | USA                                                                        | Regi: Peter Berg; Med: Mark Wahlberg, Kevin Bacon, John Goodman, J.K. Simmons, Michelle Monaghan | Drama, Mysterium, Thriller                           | [ 149 ] [ 150 ]       |
| M A R S               | 31                    | Sieranevada – En gravallvarlig komedi                  | Rumänien · Frankrike · Bosnien och Hercegovina · Kroatien · Nordmakedonien | Regi: Cristi Puiu; Med: Mimi Branescu, Dana Dogaru, Sorin Medeleni, Ana Ciontea, Bogdan Dumitrache | Drama, Komedi                                        | [ 151 ] [ 152 ]       |
| M A R S               | 31                    | Smurfarna: Den försvunna byn                           | USA                                                                        | Regi: Kelly Asbury; Med: Demi Lovato, Mandy Patinkin, Jack McBrayer, Danny Pudi, Joe Manganiello, Rainn Wilson | Animation, Familj, Komedi                            | [ 153 ] [ 154 ]       |
| A P R I L             | 1                     | In This Corner of the World                            | Japan                                                                      | Regi: Sunao Katabuchi; Med: Non, Yoshimasa Hosoya, Natsuki Inaba, Minori Omi, Daisuke Ono, Megumi Han, Shigeru Ushiyama, Mayumi Shintani, Nanase Iwai, Tengai Shibuya | Animation, Drama                                     | [ 155 ] [ 156 ]       |
| A P R I L             | 4                     | Udda vänner                                            | Finland                                                                    | Regi: Samuli Valkama; Med: Heikki Nousiainen, Noah Kin, Mikko Nousiainen | Komedi                                               | [ 157 ] [ 158 ]       |
| A P R I L             | 7                     | Baby-bossen                                            | USA                                                                        | Regi: Tom McGrath; Med: Alec Baldwin, Steve Buscemi, Jimmy Kimmel, Lisa Kudrow, Tobey Maguire | Animation, Komedi                                    | [ 159 ] [ 160 ]       |
| A P R I L             | 7                     | Den enda vägen                                         | Sverige                                                                    | Regi: Manuel Concha; Med: Daniel Cvetkovic, Mikael Cvetkovic, Miodrag Stojanovic, Håkan Bengtsson, Peter Rentzmann | Drama                                                | [ 161 ] [ 162 ]       |
| A P R I L             | 7                     | The First Monday in May                                | USA                                                                        | Regi: Andrew Rossi; Med: Andrew Bolton, John Galliano, Jean-Paul Gaultier, Karl Lagerfeld, Baz Luhrmann, Rihanna, Anna Wintour, Wong Kar-wai, Lady Gaga | Dokumentär                                           | [ 163 ] [ 164 ]       |
| A P R I L             | 7                     | Free Fire                                              | Storbritannien                                                             | Regi: Ben Wheatley; Med: Brie Larson, Cillian Murphy, Jack Reynor, Armie Hammer, Sharlto Copley | Action, Drama, Komedi, Kriminal, Thriller            | [ 165 ] [ 166 ]       |
| A P R I L             | 7                     | The Founder                                            | USA                                                                        | Regi: John Lee Hancock; Med: Michael Keaton, Laura Dern, Nick Offerman, John Carroll Lynch, Patrick Wilson, B.J. Novak | Biografi, Drama                                      | [ 167 ] [ 168 ]       |
| A P R I L             | 7                     | Klas Klättermus och de andra djuren i Hackebackeskogen | Norge                                                                      | Regi: Rasmus A. Sivertsen | Animation, Familj                                    | [ 169 ] [ 170 ]       |
| A P R I L             | 7                     | Känslan av ett slut                                    | Storbritannien                                                             | Regi: Ritesh Batra; Med: Jim Broadbent, Charlotte Rampling, Harriet Walter, Emily Mortimer, Michelle Dockery | Drama                                                | [ 171 ] [ 172 ]       |
| A P R I L             | 7                     | Lejonkvinnan                                           | Norge · Sverige                                                            | Regi: Vibeke Idsøe; Med: Rolf Lassgård, Lara Braukmann, Sara Braukmann, Eveline Bär | Drama                                                | [ 173 ] [ 174 ]       |
| A P R I L             | 7                     | Power Rangers                                          | USA                                                                        | Regi: Dean Israelite; Med: Dacre Montgomery, Becky G., Ludi Lin, Naomi Scott, RJ Cyler, Elizabeth Banks, Bill Hader, Bryan Cranston | Action, Superhjälte, Äventyr                         | [ 175 ] [ 176 ]       |
| A P R I L             | 7                     | Wiener-Dog                                             | USA                                                                        | Regi: Todd Solondz; Med: Ellen Burstyn, Kieran Culkin, Julie Delpy, Danny DeVito, Greta Gerwig, Tracy Letts, Zosia Mamet | Komedi                                               | [ 177 ] [ 178 ]       |
| A P R I L             | 12                    | Den sista familjen                                     | Polen                                                                      | Regi: Jan P. Matuszynski; Med: Andrzej Seweryn, Dawid Ogrodnik, Aleksandra Konieczna, Andrzej Chyra | Drama                                                | [ 179 ] [ 180 ]       |
| A P R I L             | 12                    | Your Name                                              | Japan                                                                      | Regi: Makoto Shinkai; Med: Ryunosuke Kamiki, Mone Kamishiraishi, Masami Nagasawa, Etsuko Ichihara, Ryo Narita, Aoi Yūki, Nobunaga Shimazaki, Kaito Ishikawa, Kanon Tani | Animation, Drama, Fantasy, Romantik                  | [ 181 ] [ 182 ]       |
| A P R I L             | 14                    | David Lynch – The Art Life                             | USA · Danmark                                                              | Regi: Jon Nguyen; Med: David Lynch | Dokumentär                                           | [ 183 ] [ 184 ]       |
| A P R I L             | 14                    | Fast & Furious 8                                       | USA                                                                        | Regi: F. Gary Gray; Med: Vin Diesel, Dwayne Johnson, Michelle Rodríguez, Tyrese Gibson, Chris Bridges, Lucas Black, Scott Eastwood, Kurt Russell, Jason Statham | Action                                               | [ 185 ] [ 186 ]       |
| A P R I L             | 14                    | Their Finest Hour                                      | Storbritannien                                                             | Regi: Lone Scherfig; Med: Gemma Arterton, Sam Claflin, Bill Nighy, Jack Huston, Jake Lacy, Richard E. Grant, Henry Goodman, Helen McCrory, Claudia Jessie | Komedi, Romantik                                     | [ 187 ] [ 188 ]       |
| A P R I L             | 19                    | Get Out                                                | USA                                                                        | Regi: Jordan Peele; Med: Daniel Kaluuya, Allison Williams, Bradley Whitford, Caleb Landry Jones, Stephen Root, Lakeith Stanfield, Catherine Keener | Komedi, Psykologi, Satir, Skräck, Thriller           | [ 189 ] [ 190 ]       |
| A P R I L             | 21                    | The Belko Experiment                                   | USA                                                                        | Regi: Greg McLean; Med: John Gallagher Jr., Tony Goldwyn, Adria Arjona, John C. McGinley, Melonie Diaz, Josh Brener, Michael Rooker | Skräck, Thriller                                     | [ 191 ] [ 192 ]       |
| A P R I L             | 21                    | Jacques – Havets utforskare                            | Belgien · Frankrike                                                        | Regi: Jérôme Salle; Med: Lambert Wilson, Pierre Niney, Audrey Tautou | Biografi, Äventyr                                    | [ 193 ] [ 194 ]       |
| A P R I L             | 21                    | Kungens val                                            | Norge                                                                      | Regi: Erik Poppe; Med: Jesper Christensen, Anders Baasmo Christiansen, Tuva Novotny, Katharina Schüttler, Karl Markovics, Juliane Köhler, Rolf Kristian Larsen, Erik Hivju | Biografi, Drama, Krig                                | [ 195 ] [ 196 ]       |
| A P R I L             | 21                    | Minnen av min mamma                                    | Italien · Frankrike                                                        | Regi: Marco Bellocchio; Med: Bérénice Bejo, Valerio Mastandrea | Drama, Romantik                                      | [ 197 ] [ 198 ]       |
| A P R I L             | 26                    | Guardians of the Galaxy Vol. 2                         | USA                                                                        | Regi: James Gunn; Med: Chris Pratt, Zoë Saldaña, Dave Bautista, Vin Diesel, Bradley Cooper, Michael Rooker, Karen Gillan, Sean Gunn, Glenn Close, Pom Klementieff, Elizabeth Debicki, Chris Sullivan, Kurt Russell                                                                        | Komedi, Sci-Fi, Superhjälte, Äventyr                 | [ 199 ] [ 200 ]       |
| A P R I L             | 28                    | Baahubali 2: The Conclusion                            | Indien                                                                     | Regi: S.S. Rajamouli; Med: Prabhas, Anushka Shetty, Rana Daggubati, Tamannaah | Historik, Fantasy                                    | [ 201 ]               |
| A P R I L             | 28                    | The Bar                                                | Spanien · Argentina                                                        | Regi: Álex de la Iglesia; Med: Blanca Suárez, Mario Casas, Carmen Machi, Secun de la Rosa, Jaime Ordóñez, Terele Pávez, Joaquín Climent, Alejandro Awada | Komedi                                               | [ 202 ] [ 203 ]       |
| A P R I L             | 28                    | The Birth of a Nation                                  | USA                                                                        | Regi: Nate Parker; Med: Nate Parker, Armie Hammer, Colman Domingo, Aja Naomi King, Jackie Earle Haley, Penelope Ann Miller, Gabrielle Union | Biografi, Drama, Historik                            | [ 204 ] [ 205 ]       |
| A P R I L             | 28                    | Dancer                                                 | USA · Storbritannien                                                       | Regi: Steven Cantor | Dokumentär, Biografi                                 | [ 206 ] [ 207 ]       |
| A P R I L             | 28                    | Safari                                                 | Österrike                                                                  | Regi: Ulrich Seidl | Dokumentär                                           | [ 208 ] [ 209 ]       |
| A P R I L             | 28                    | Ta hand om mamma                                       | Iran                                                                       | Regi: Behnam Behzadi; Med: Sahar Dolatshahi, Ali Mosaffa, Alireza Aghakhani | Drama                                                | [ 210 ] [ 211 ]       |
| M A J                 | 5                     | The Circle                                             | USA                                                                        | Regi: James Ponsoldt; Med: Tom Hanks, Emma Watson, John Boyega, Karen Gillan, Patton Oswalt, Bill Paxton | Drama, Sci-Fi, Thriller                              | [ 212 ] [ 213 ]       |
| M A J                 | 5                     | Darkland                                               | Danmark                                                                    | Regi: Fenar Ahmad; Med: Dar Salim, Stine Fischer Christensen, Ali Sivandi, Jakob Ulrik Lohmann, Dulfi Al-Jabouri, Roland Møller, B. Branco | Action, Thriller                                     | [ 214 ] [ 215 ]       |
| M A J                 | 5                     | Frantz                                                 | Frankrike · Tyskland                                                       | Regi: François Ozon; Med: Pierre Niney, Paula Beer | Drama                                                | [ 216 ] [ 217 ]       |
| M A J                 | 5                     | Malibu Road                                            | USA                                                                        | Regi: Montgomery Markland; Med: Jessica Jade Andres, Montgomery Markland, Robert W. Evans, Lillian Solange Beaudoin, Michael Andricopoulos | Mysterium, Romantik, Thriller                        | [ 218 ]               |
| M A J                 | 5                     | Sleepless                                              | USA                                                                        | Regi: Baran bo Odar; Med: Jamie Foxx, Michelle Monaghan, Dermot Mulroney, David Harbour, T.I., Gabrielle Union, Scoot McNairy | Action, Drama, Kriminal, Thriller                    | [ 219 ] [ 220 ]       |
| M A J                 | 5                     | Vad döljer du för mig?                                 | Italien                                                                    | Regi: Paolo Genovese; Med: Giuseppe Battiston, Anna Foglietta, Marco Giallini, Edoardo Leo, Valerio Mastandrea, Alba Rohrwacher, Kasia Smutniak | Drama, Komedi                                        | [ 221 ] [ 222 ]       |
| M A J                 | 10                    | King Arthur: Legend of the Sword                       | Australien · USA                                                           | Regi: Guy Ritchie; Med: Charlie Hunnam, Jude Law, Àstrid Bergès-Frisbey, Djimon Hounsou, Eric Bana, Mikael Persbrandt | Drama, Äventyr                                       | [ 223 ] [ 224 ]       |
| M A J                 | 12                    | Djävulens jungfru                                      | Finland · Sverige                                                          | Regi: Saara Cantell; Med: Tuulia Eloranta, Magnus Krepper, Claes Malmberg, Kaija Pakarinen, Elin Petersdottir, Antti Reini, Lauri Tanskanen | Drama                                                | [ 225 ] [ 226 ]       |
| M A J                 | 12                    | Kärleken och evigheten                                 | Frankrike · Belgien                                                        | Regi: Tran Anh Hung; Med: Audrey Tautou, Bérénice Bejo, Mélanie Laurent, Jérémie Renier, Pierre Deladonchamps, Irène Jacob, Valérie Stroh, Arieh Worthalter, Philippine Leroy-Beaulieu | Drama, Historik, Romantik                            | [ 227 ] [ 228 ]       |
| M A J                 | 17                    | Alien: Covenant                                        | USA                                                                        | Regi: Ridley Scott; Med: Michael Fassbender, Katherine Waterston, Billy Crudup, Danny McBride, Demián Bichir | Action, Sci-Fi, Skräck, Äventyr                      | [ 229 ] [ 230 ]       |
| M A J                 | 19                    | Half Girlfriend                                        | Indien                                                                     | Regi: Mohit Suri; Med: Arjun Kapoor, Shraddha Kapoor, Rhea Chakraborty | Drama, Romantik                                      | [ 231 ]               |
| M A J                 | 19                    | Milo – Månvaktaren                                     | Frankrike                                                                  | Regi: Alexandre Heboyan & Benoît Philippon; Med: Omar Sy, Izïa Higelin, Michaël Grégorio | Animation, Fantasy, Äventyr                          | [ 232 ] [ 233 ]       |
| M A J                 | 19                    | The Promise                                            | Spanien · USA                                                              | Regi: Terry George; Med: Oscar Isaac, Charlotte Le Bon, Christian Bale, Daniel Giménez Cacho, Shohreh Aghdashloo, Rade Šerbedžija | Drama, Historik                                      | [ 234 ] [ 235 ]       |
| M A J                 | 19                    | Souvenir                                               | Belgien · Luxemburg · Frankrike                                            | Regi: Bavo Defurne; Med: Isabelle Huppert, Kévin Azaïs, Johan Leysen | Romantik                                             | [ 236 ] [ 237 ]       |
| M A J                 | 19                    | Vår tid ska komma                                      | Danmark                                                                    | Regi: Jesper W. Nielsen; Med: Lars Mikkelsen, Sofie Gråbøl, Harald Kaiser Hermann, Albert Rudbeck Lindhardt | Drama                                                | [ 238 ] [ 239 ]       |
| M A J                 | 23                    | Pirates of the Caribbean: Salazar's Revenge            | USA                                                                        | Regi: Joachim Rønning & Espen Sandberg; Med: Johnny Depp, Javier Bardem, Geoffrey Rush, Brenton Thwaites, Kaya Scodelario, Orlando Bloom, Kevin McNally | Action, Fantasy, Äventyr                             | [ 240 ] [ 241 ]       |
| M A J                 | 26                    | Inte hela världen?                                     | Kanada · Frankrike                                                         | Regi: Xavier Dolan; Med: Nathalie Baye, Vincent Cassel, Marion Cotillard, Léa Seydoux, Gaspard Ulliel | Drama                                                | [ 242 ] [ 243 ]       |
| J U N I               | 1                     | It Was Fifty Years Ago Today... Sgt Pepper and Beyond  | Storbritannien                                                             | Regi: Alan G. Parker | Dokumentär                                           | [ 244 ]               |
| J U N I               | 2                     | Baywatch                                               | USA                                                                        | Regi: Seth Gordon; Med: Dwayne Johnson, Zac Efron, Priyanka Chopra, Alexandra Daddario, Kelly Rohrbach, David Hasselhoff, Pamela Anderson | Komedi                                               | [ 245 ] [ 246 ]       |
| J U N I               | 2                     | Brev från månen                                        | Frankrike                                                                  | Regi: Nicole Garcia; Med: Marion Cotillard, Louis Garrel, Alex Brendemühl | Drama                                                | [ 247 ] [ 248 ]       |
| J U N I               | 2                     | De vackra dagarna i Aranjuez                           | Frankrike · Tyskland                                                       | Regi: Wim Wenders; Med: Reda Kateb, Sophie Semin, Jens Harzer, Nick Cave | Drama                                                | [ 249 ] [ 250 ]       |
| J U N I               | 2                     | Song to Song                                           | USA                                                                        | Regi: Terrence Malick; Med: Michael Fassbender, Ryan Gosling, Rooney Mara, Natalie Portman, Cate Blanchett, Holly Hunter, Bérénice Marlohe, Val Kilmer, Lykke Li | Drama, Musikal, Romantik                             | [ 251 ] [ 252 ]       |
| J U N I               | 2                     | Wonder Woman                                           | USA                                                                        | Regi: Patty Jenkins; Med: Gal Gadot, Chris Pine, Connie Nielsen, Robin Wright, Lucy Davis, Lisa Loven Kongsli | Action, Fantasy, Superhjälte                         | [ 253 ] [ 254 ]       |
| J U N I               | 9                     | Brandman Sam – Varning för rymdisar                    | Storbritannien                                                             | Regi: Gary Andrews | Animation                                            | [ 255 ] [ 256 ]       |
| J U N I               | 9                     | Galna av lycka                                         | Italien                                                                    | Regi: Paolo Virzì; Med: Valeria Bruni Tedeschi, Micaela Ramazzotti, Valentina Carnelutti, Anna Galiena, Marco Messeri, Tommaso Ragno, Bob Messini, Sergio Albelli, Beatrice Schiros, Francesca Turrini                                                                                    | Drama, Komedi                                        | [ 257 ] [ 258 ]       |
| J U N I               | 9                     | Ingenting och allting                                  | USA                                                                        | Regi: Stella Meghie; Med: Amandla Stenberg, Nick Robinson | Drama, Komedi, Romantik, Ungdom                      | [ 259 ] [ 260 ]       |
| J U N I               | 9                     | The Mummy                                              | USA                                                                        | Regi: Alex Kurtzman; Med: Tom Cruise, Annabelle Wallis, Sofia Boutella, Jake Johnson, Courtney B. Vance, Russell Crowe | Action, Skräck, Äventyr                              | [ 261 ] [ 262 ]       |
| J U N I               | 9                     | Vilse i Paris                                          | Frankrike · Belgien                                                        | Regi: Dominique Abel & Fiona Gordon; Med: Emmanuelle Riva, Pierre Richard, Dominique Abel, Fiona Gordon | Komedi                                               | [ 263 ] [ 264 ]       |
| J U N I               | 16                    | All Eyez on Me                                         | USA                                                                        | Regi: Benny Boom; Med: Demetrius Shipp Jr., Danai Gurira, Lauren Cohan, Jamie Hector, Annie Ilonzeh | Biografi, Drama                                      | [ 265 ] [ 266 ]       |
| J U N I               | 16                    | Rough Night                                            | USA                                                                        | Regi: Lucia Aniello; Med: Scarlett Johansson, Zoë Kravitz, Kate McKinnon, Jillian Bell, Ilana Glazer, Paul W. Downs, Demi Moore, Ty Burrell, Colton Haynes | Komedi                                               | [ 267 ] [ 268 ]       |
| J U N I               | 23                    | Tubelight                                              | Indien                                                                     | Regi: Kabir Khan; Med: Salman Khan, Sohail Khan, Zhu Zhu | Drama, Historik, Krig                                | [ 269 ]               |
| J U N I               | 24                    | Transformers: The Last Knight                          | USA                                                                        | Regi: Michael Bay; Med: Mark Wahlberg, Isabela Moner, Josh Duhamel, Tyrese Gibson, Stanley Tucci, Liam Garrigan, Jerrod Carmichael, Mitch Pileggi, Laura Haddock, Santiago Cabrera, Anthony Hopkins                                                                                       | Action, Sci-Fi, Äventyr                              | [ 270 ] [ 271 ]       |
| J U N I               | 28                    | Dumma mej 3                                            | USA                                                                        | Regi: Kyle Balda & Pierre Coffin; Med: Steve Carell, Kristen Wiig, Trey Parker | Animation, Komedi, Äventyr                           | [ 272 ] [ 273 ]       |
| J U N I               | 30                    | Heartstone                                             | Island                                                                     | Regi: Guðmundur Arnar Guðmundsson; Med: Søren Malling | Drama                                                | [ 274 ] [ 275 ]       |
| J U N I               | 30                    | It Comes At Night                                      | USA                                                                        | Regi: Trey Edward Shults; Med: Joel Edgerton, Christopher Abbott, Carmen Ejogo, Kelvin Harrison Jr., Riley Keough | Skräck, Thriller                                     | [ 276 ] [ 277 ]       |
| J U N I               | 30                    | Jordgubbslandet                                        | Sverige · Polen                                                            | Regi: Wiktor Ericsson; Med: Staszek Cywka, Nelly Axelsson, Julia Kijowska, Przemyslaw Sadowski, Torkel Petersson, Emilie Strandberg, Jan Dravnel, Mateusz Król | Drama                                                | [ 278 ] [ 279 ]       |
| J U N I               | 30                    | Så länge hjärtat kan slå                               | Frankrike · Belgien                                                        | Regi: Katell Quillévéré; Med: Tahar Rahim, Emmanuelle Seigner, Anne Dorval, Bouli Lanners, Kool Shen | Drama                                                | [ 280 ] [ 281 ]       |
| J U L I               | 5                     | Spider-Man: Homecoming                                 | USA                                                                        | Regi: Jon Watts; Med: Tom Holland, Michael Keaton, Zendaya, Donald Glover, Jacob Batalon, Laura Harrier, Tony Revolori, Tyne Daly, Bokeem Woodbine, Marisa Tomei, Robert Downey Jr. | Action, Superhjälte                                  | [ 282 ] [ 283 ]       |
| J U L I               | 7                     | En flodhäst i tesalongen                               | Storbritannien                                                             | Regi: John Jencks; Med: Roger Allam, Tim McInnerny, Fiona Shaw, Matthew Modine | Komedi                                               | [ 284 ] [ 285 ]       |
| J U L I               | 7                     | Fannys flykt                                           | Frankrike · Belgien                                                        | Regi: Lola Doillon; Med: Léonie Souchaud, Cécile De France, Stéphane De Groodt, Fantine Harduin, Juliane Lepoureau, Ryan Brodie, Anaïs Meiringer, Lou Lambrecht, Igor van Dessel, Malonn Lévana, Lucien Khoury                                                                            | Drama, Krig                                          | [ 286 ] [ 287 ]       |
| J U L I               | 12                    | Apornas planet: Striden                                | USA                                                                        | Regi: Matt Reeves; Med: Andy Serkis, Woody Harrelson, Judy Greer | Action, Drama, Sci-Fi, Äventyr                       | [ 288 ] [ 289 ]       |
| J U L I               | 14                    | Pingvinresan 2                                         | Frankrike                                                                  | Regi: Luc Jacquet | Dokumentär                                           | [ 290 ] [ 291 ]       |
| J U L I               | 14                    | Tulpanfeber                                            | Storbritannien · USA                                                       | Regi: Justin Chadwick; Med: Alicia Vikander, Dane DeHaan, Zach Galifianakis, Judi Dench, Christoph Waltz | Drama, Romantik                                      | [ 292 ] [ 293 ]       |
| J U L I               | 14                    | Wish Upon                                              | USA                                                                        | Regi: John R. Leonetti; Med: Joey King, Ki Hong Lee, Sydney Park, Elisabeth Röhm, Ryan Phillippe | Fantasy, Skräck, Thriller                            | [ 294 ] [ 295 ]       |
| J U L I               | 19                    | Dunkirk                                                | Storbritannien                                                             | Regi: Christopher Nolan; Med: Tom Hardy, Cillian Murphy, Kenneth Branagh, James D'Arcy, Mark Rylance, Harry Styles | Action, Thriller                                     | [ 296 ] [ 297 ]       |
| J U L I               | 21                    | För min dotters skull                                  | Frankrike                                                                  | Regi: Vincent Garenq; Med: Daniel Auteuil, Sebastian Koch, Marie-Josée Croze | Drama                                                | [ 298 ] [ 299 ]       |
| J U L I               | 21                    | Kvinnan från Brest                                     | Frankrike                                                                  | Regi: Emmanuelle Bercot; Med: Sidse Babett Knudsen, Benoît Magimel | Biografi, Drama                                      | [ 300 ] [ 301 ]       |
| J U L I               | 26                    | Baby Driver                                            | Storbritannien · USA                                                       | Regi: Edgar Wright; Med: Ansel Elgort, Lily James, Jamie Foxx, Jon Hamm, Kevin Spacey, Eiza González | Action, Komedi, Kriminal                             | [ 302 ] [ 303 ]       |
| J U L I               | 28                    | Atomic Blonde                                          | USA                                                                        | Regi: David Leitch; Med: Charlize Theron, James McAvoy, John Goodman, Til Schweiger, Eddie Marsan, Sofia Boutella, Toby Jones | Action, Mysterium, Spion, Thriller                   | [ 304 ] [ 305 ]       |
| J U L I               | 28                    | Bigfoot Junior                                         | Belgien · Frankrike                                                        | Regi: Jeremy Degruson & Ben Stassen | Animation                                            | [ 306 ] [ 307 ]       |
| J U L I               | 28                    | Hemma i Hampstead                                      | Storbritannien                                                             | Regi: Joel Hopkins; Med: Diane Keaton, Brendan Gleeson, Lesley Manville, Jason Watkins, James Norton | Drama, Romantik                                      | [ 308 ] [ 309 ]       |
| J U L I               | 28                    | Maudie                                                 | Irland                                                                     | Regi: Aisling Walsh; Med: Sally Hawkins, Ethan Hawke, Kari Matchett, Gabrielle Rose, Zachary Bennett, Billy MacLellan | Biografi, Drama, Romantik                            | [ 310 ] [ 311 ]       |
| J U L I               | 28                    | Pop Aye                                                | Thailand · Singapore                                                       | Regi: Kirsten Tan; Med: Thaneth Warakulnukroh, Penpak Sirikul | Drama                                                | [ 312 ] [ 313 ]       |
| A U G U S T I         | 2                     | Valerian and the City of a Thousand Planets            | Frankrike                                                                  | Regi: Luc Besson; Med: Dane DeHaan, Cara Delevingne, Clive Owen, Sam Spruell, Rihanna, Ethan Hawke, John Goodman | Sci-Fi, Äventyr                                      | [ 314 ] [ 315 ]       |
| A U G U S T I         | 4                     | I morgon börjar allt                                   | Frankrike                                                                  | Regi: Hugo Gélin; Med: Omar Sy, Clémence Poésy, Antoine Bertrand, Ashley Walters, Gloria Colston | Drama, Komedi                                        | [ 316 ] [ 317 ]       |
| A U G U S T I         | 4                     | Jab Harry met Sejal                                    | Indien                                                                     | Regi: Imtiaz Ali; Med: Shah Rukh Khan, Anushka Sharma, Evelyn Sharma, Sayani Gupta, Chandan Roy Sanyal | Drama, Romantik                                      | [ 318 ]               |
| A U G U S T I         | 4                     | Kedi                                                   | Turkiet · USA                                                              | Regi: Ceyda Torun; Med: Bülent Üstün | Dokumentär                                           | [ 319 ] [ 320 ]       |
| A U G U S T I         | 4                     | Table 19                                               | USA                                                                        | Regi: Jeffrey Blitz; Med: Anna Kendrick, Craig Robinson, June Squibb, Lisa Kudrow, Stephen Merchant, Tony Revolori, Wyatt Russell, Amanda Crew | Komedi                                               | [ 321 ] [ 322 ]       |
| A U G U S T I         | 9                     | Annabelle 2: Creation                                  | USA                                                                        | Regi: David F. Sandberg; Med: Talitha Bateman, Stephanie Sigman, Anthony LaPaglia, Miranda Otto | Skräck                                               | [ 323 ] [ 324 ]       |
| A U G U S T I         | 9                     | The Emoji Movie                                        | USA                                                                        | Regi: Tony Leondis; Med: T.J. Miller, Ilana Glazer, James Corden | Animation, Komedi                                    | [ 325 ] [ 326 ]       |
| A U G U S T I         | 11                    | Barnmorskan                                            | Frankrike                                                                  | Regi: Martin Provost; Med: Catherine Frot, Catherine Deneuve, Olivier Gourmet, Quentin Dolmaire, Mylène Demongeot, Pauline Etienne, Audrey Dana | Drama                                                | [ 327 ] [ 328 ]       |
| A U G U S T I         | 11                    | Farväl Europa                                          | Tyskland · Frankrike · Österrike                                           | Regi: Maria Schrader; Med: Josef Hader, Barbara Sukowa | Drama                                                | [ 329 ] [ 330 ]       |
| A U G U S T I         | 11                    | Oskars Amerika                                         | Norge · Sverige                                                            | Regi: Torfinn Iversen; Med: Odin Eikre, Marie Blokhus, Jørgen Langhelle, Bjørn Sundquist | Drama                                                | [ 331 ] [ 332 ]       |
| A U G U S T I         | 11                    | The Trip to Spain                                      | Storbritannien                                                             | Regi: Michael Winterbottom; Med: Steve Coogan, Rob Brydon, Rebecca Johnson, Claire Keelan, Marta Barrio, Margo Stilley, Kyle Soller, Justin Edwards, Kerry Shale, Tom Clegg, Tim Leach | Drama, Komedi                                        | [ 333 ] [ 334 ]       |
| A U G U S T I         | 16                    | The Dark Tower                                         | USA                                                                        | Regi: Nikolaj Arcel; Med: Idris Elba, Matthew McConaughey | Action, Fantasy, Äventyr                             | [ 335 ] [ 336 ]       |
| A U G U S T I         | 16                    | Superswede                                             | Sverige                                                                    | Regi: Henrik Jansson-Schweizer | Dokumentär                                           | [ 337 ] [ 338 ]       |
| A U G U S T I         | 18                    | The Hitman's Bodyguard                                 | USA                                                                        | Regi: Patrick Hughes; Med: Ryan Reynolds, Samuel L. Jackson, Gary Oldman, Salma Hayek, Elodie Yung, Joaquim de Almeida, Kirsty Mitchell, Richard E. Grant | Action, Komedi, Thriller                             | [ 339 ] [ 340 ]       |
| A U G U S T I         | 18                    | Paris Can Wait                                         | USA · Storbritannien                                                       | Regi: Eleanor Coppola; Med: Diane Lane, Arnaud Viard, Alec Baldwin | Komedi                                               | [ 341 ] [ 342 ]       |
| A U G U S T I         | 25                    | American Made                                          | USA                                                                        | Regi: Doug Liman; Med: Tom Cruise, Domhnall Gleeson, Jesse Plemons, Sarah Wright | Biografi, Drama, Kriminal, Thriller                  | [ 343 ] [ 344 ]       |
| A U G U S T I         | 25                    | Logan Lucky                                            | USA                                                                        | Regi: Steven Soderbergh; Med: Channing Tatum, Daniel Craig, Adam Driver, Hilary Swank, Seth MacFarlane, Riley Keough, Katie Holmes, Katherine Waterston, Sebastian Stan | Komedi                                               | [ 345 ] [ 346 ]       |
| A U G U S T I         | 25                    | My Cousin Rachel                                       | Storbritannien · USA                                                       | Regi: Roger Michell; Med: Rachel Weisz, Sam Claflin, Iain Glen, Holliday Grainger | Drama, Romantik, Thriller                            | [ 347 ] [ 348 ]       |
| A U G U S T I         | 25                    | Ouaga Girls                                            | Sverige                                                                    | Regi: Theresa Traoré Dahlberg | Dokumentär                                           | [ 349 ] [ 350 ]       |
| A U G U S T I         | 25                    | The Square                                             | Sverige                                                                    | Regi: Ruben Östlund; Med: Claes Bang, Elisabeth Moss, Dominic West, Terry Notary | Drama                                                | [ 351 ] [ 352 ]       |
| S E P T E M B E R     | 1                     | Becker – Kungen av Tingsryd                            | Sverige                                                                    | Regi: Martin Larsson; Med: Henrik Lilliér, Peter Lorentzon, Shanti Roney, Helen Sjöholm, Sonja Richter, Lars Ranthe, Torkel Petersson, Nour El Refai | Komedi, Thriller                                     | [ 353 ] [ 354 ]       |
| S E P T E M B E R     | 1                     | Bilar 3                                                | USA                                                                        | Regi: Brian Fee; Med: Owen Wilson, Larry the Cable Guy, Bonnie Hunt, Cheech Marin | Animation, Komedi                                    | [ 355 ] [ 356 ]       |
| S E P T E M B E R     | 1                     | De bedragna                                            | USA                                                                        | Regi: Sofia Coppola; Med: Elle Fanning, Nicole Kidman, Colin Farrell, Kirsten Dunst, Angourie Rice | Drama                                                | [ 357 ] [ 358 ]       |
| S E P T E M B E R     | 1                     | Fragment av en kvinna                                  | Frankrike                                                                  | Regi: Arnaud des Pallières; Med: Adèle Haenel, Adèle Exarchopoulos, Jalil Lespert, Gemma Arterton, Nicolas Duvauchelle, Solène Rigot, Sergi López, Vega Cuzytek | Drama                                                | [ 359 ] [ 360 ]       |
| S E P T E M B E R     | 8                     | Borg                                                   | Sverige                                                                    | Regi: Janus Metz Pedersen; Med: Sverrir Gudnason, Shia LaBeouf, Stellan Skarsgård, Tuva Novotny, Robert Emms | Drama, Sport                                         | [ 361 ] [ 362 ]       |
| S E P T E M B E R     | 8                     | Detroit                                                | USA                                                                        | Regi: Kathryn Bigelow; Med: John Boyega, Will Poulter, Algee Smith, Jason Mitchell, John Krasinski, Anthony Mackie | Deckare, Drama                                       | [ 363 ] [ 364 ]       |
| S E P T E M B E R     | 8                     | Good Time                                              | USA                                                                        | Regi: Ben Safdie & Joshua Safdie; Med: Robert Pattinson, Jennifer Jason Leigh, Ben Safdie, Barkhad Abdi, Buddy Duress | Drama, Kriminal                                      | [ 365 ] [ 366 ]       |
| S E P T E M B E R     | 8                     | Lady M                                                 | Storbritannien                                                             | Regi: William Oldroyd; Med: Florence Pugh, Cosmo Jarvis, Paul Hilton, Naomi Ackie, Christopher Fairbank | Drama                                                | [ 367 ] [ 368 ]       |
| S E P T E M B E R     | 8                     | The Man with the Iron Heart                            | Frankrike · USA · Storbritannien · Belgien                                 | Regi: Cédric Jimenez; Med: Jason Clarke, Rosamund Pike, Jack O'Connell, Jack Reynor, Mia Wasikowska | Action, Biografi, Thriller                           | [ 369 ] [ 370 ]       |
| S E P T E M B E R     | 8                     | Sleight                                                | USA                                                                        | Regi: J.D. Dillard; Med: Jacob Latimore, Seychelle Gabriel, Sasheer Zamata, Storm Reid, Cameron Esposito, Dulé Hill | Drama, Sci-Fi, Thriller                              | [ 371 ] [ 372 ]       |
| S E P T E M B E R     | 8                     | Trafikljusen blir blå imorgon                          | Sverige                                                                    | Regi: Ragnhild Ekner | Dokumentär                                           | [ 373 ]               |
| S E P T E M B E R     | 13                    | Det                                                    | USA                                                                        | Regi: Andy Muschietti; Med: Bill Skarsgård, Jaeden Lieberher, Jeremy Ray Taylor, Sophia Lillis, Finn Wolfhard, Jack Grazer, Chosen Jacobs, Wyatt Oleff | Skräck                                               | [ 374 ] [ 375 ]       |
| S E P T E M B E R     | 15                    | American Assassin                                      | USA                                                                        | Regi: Michael Cuesta; Med: Dylan O'Brien, Michael Keaton, Sanaa Lathan, Shiva Negar, Taylor Kitsch | Action, Thriller                                     | [ 376 ] [ 377 ]       |
| S E P T E M B E R     | 15                    | The Big Sick                                           | USA                                                                        | Regi: Michael Showalter; Med: Kumail Nanjiani, Zoe Kazan, Holly Hunter, Ray Romano, Anupam Kher | Komedi, Romantik                                     | [ 378 ] [ 379 ]       |
| S E P T E M B E R     | 15                    | Clash                                                  | Egypten · Frankrike                                                        | Regi: Mohamed Diab; Med: Nelly Karim, Hani Adel, Tarek Abdel Aziz, Ahmed Malek, Ahmed Dash, Hosny Sheta, Ali Eltayeb, Amr Elqady, Mohamed Abdel Azim | Drama                                                | [ 380 ] [ 381 ]       |
| S E P T E M B E R     | 15                    | Silvana – Väck mig när ni vaknat                       | Sverige                                                                    | Regi: Mika Gustafson, Olivia Kastebring & Christina Tsiobanelis; Med: Silvana Imam, Beatrice Eli | Biografi                                             | [ 382 ] [ 383 ]       |
| S E P T E M B E R     | 15                    | Tillbaka till Montauk                                  | Tyskland · Irland · Frankrike                                              | Regi: Volker Schlöndorff; Med: Stellan Skarsgård, Nina Hoss, Nils Arestrup | Drama                                                | [ 384 ] [ 385 ]       |
| S E P T E M B E R     | 22                    | Kingsman: The Golden Circle                            | Storbritannien · USA                                                       | Regi: Matthew Vaughn; Med: Colin Firth, Julianne Moore, Taron Egerton, Mark Strong, Halle Berry, Elton John, Channing Tatum, Jeff Bridges | Action, Komedi, Spion                                | [ 386 ] [ 387 ]       |
| S E P T E M B E R     | 22                    | The Lego Ninjago Movie                                 | USA · Danmark                                                              | Regi: Charlie Bean; Med: Dave Franco, Justin Theroux, Michael Peña, Kumail Nanjiani, Abbi Jacobson, Zach Woods, Fred Armisen, Olivia Munn, Jackie Chan | Animation, Action, Fantasy, Kampsport, Komedi        | [ 388 ] [ 389 ]       |
| S E P T E M B E R     | 22                    | Neruda                                                 | Chile · Argentina · Frankrike · Spanien · USA                              | Regi: Pablo Larraín; Med: Gael García Bernal, Luis Gnecco, Mercedes Morán | Biografi, Deckare, Drama                             | [ 390 ] [ 391 ]       |
| S E P T E M B E R     | 22                    | Om själ och kropp                                      | Ungern                                                                     | Regi: Ildikó Enyedi; Med: Géza Morcsányi | Drama                                                | [ 392 ] [ 393 ]       |
| S E P T E M B E R     | 22                    | On the Milky Road                                      | Serbien · USA · Storbritannien                                             | Regi: Emir Kusturica; Med: Monica Bellucci, Emir Kusturica | Drama                                                | [ 394 ] [ 395 ]       |
| S E P T E M B E R     | 22                    | Verónica                                               | Spanien                                                                    | Regi: Paco Plaza; Med: Ana Torrent, Leticia Dolera, Sonia Almarcha | Skräck                                               | [ 396 ] [ 397 ]       |
| S E P T E M B E R     | 22                    | Victoria & Abdul                                       | Storbritannien · USA                                                       | Regi: Stephen Frears; Med: Judi Dench, Ali Fazal, Eddie Izzard, Tim Pigott-Smith, Adeel Akhtar | Biografi, Drama                                      | [ 398 ] [ 399 ]       |
| S E P T E M B E R     | 22                    | Vår vingård i Bourgogne                                | Frankrike                                                                  | Regi: Cédric Klapisch; Med: Pio Marmaï, Ana Girardot, François Civil, Jean-Marc Roulot, María Valverde | Drama, Komedi                                        | [ 400 ] [ 401 ]       |
| S E P T E M B E R     | 29                    | Ballerinan och uppfinnaren                             | Frankrike · Kanada                                                         | Regi: Eric Summer & Éric Warin; Med: Elle Fanning, Dane DeHaan, Maddie Ziegler, Carly Rae Jepsen | Animerat, Familj, Komedi, Musikal, Äventyr           | [ 402 ] [ 403 ]       |
| S E P T E M B E R     | 29                    | City of Ghosts                                         | USA                                                                        | Regi: Matthew Heineman | Dokumentär, Krig                                     | [ 404 ] [ 405 ]       |
| S E P T E M B E R     | 29                    | En kvinnas liv                                         | Frankrike · Belgien                                                        | Regi: Stéphane Brizé; Med: Judith Chemla, Jean-Pierre Darroussin, Yolande Moreau | Drama                                                | [ 406 ] [ 407 ]       |
| S E P T E M B E R     | 29                    | Girls Trip                                             | USA                                                                        | Regi: Malcolm D. Lee; Med: Regina Hall, Tiffany Haddish, Larenz Tate, Mike Colter, Kate Walsh, Jada Pinkett Smith, Queen Latifah | Komedi                                               | [ 408 ] [ 409 ]       |
| S E P T E M B E R     | 29                    | Judwaa 2                                               | Indien                                                                     | Regi: David Dhawan; Med: Varun Dhawan, Jacqueline Fernandez, Tapsee Pannu, Anupam Kher | Action, Komedi, Romantik                             | [ 410 ]               |
| S E P T E M B E R     | 29                    | Mother!                                                | USA                                                                        | Regi: Darren Aronofsky; Med: Jennifer Lawrence, Javier Bardem, Ed Harris, Michelle Pfeiffer, Domhnall Gleeson, Brian Gleeson, Stephen McHattie, Kristen Wiig | Drama, Skräck, Thriller                              | [ 411 ] [ 412 ]       |
| S E P T E M B E R     | 29                    | The Nile Hilton Incident                               | Sverige                                                                    | Regi: Tarik Saleh; Med: Fares Fares | Thriller                                             | [ 413 ] [ 414 ]       |
| S E P T E M B E R     | 29                    | Villebråd                                              | Polen · Tyskland · Tjeckien · Sverige · Slovakien                          | Regi: Agnieszka Holland; Med: Agnieszka Mandat-Grabka, Wiktor Zborowski, Jakub Gierszal | Drama, Kriminal                                      | [ 415 ] [ 416 ]       |
| O K T O B E R         | 5                     | Blade Runner 2049                                      | Storbritannien · USA · Kanada                                              | Regi: Denis Villeneuve; Med: Harrison Ford, Ryan Gosling, Robin Wright, Dave Bautista, Lennie James, Jared Leto | Sci-Fi                                               | [ 417 ] [ 418 ]       |
| O K T O B E R         | 6                     | Bobbi Jene                                             | Danmark · Sverige                                                          | Regi: Elvira Lind; Med: Bobbi Jene Smith, Ohad Naharin, Or Schraiber | Dokumentär                                           | [ 419 ] [ 420 ]       |
| O K T O B E R         | 6                     | Winnerbäck – Ett slags liv                             | Sverige                                                                    | Regi: Øystein Karlsen; Med: Lars Winnerbäck | Dokumentär                                           | [ 421 ] [ 422 ]       |
| O K T O B E R         | 7                     | Cloudboy                                               | Belgien · Sverige · Nederländerna · Norge                                  | Regi: Meikeminne Clinckspoor; Med: Sara Sommerfeld, Mikkel Gaup, Geert Van Rampelberg, Joakim Trägård, Daan Roofthooft, Ayla Gáren Audhild Nutti | Familj                                               | [ 423 ] [ 424 ]       |
| O K T O B E R         | 13                    | 50 vårar                                               | Frankrike                                                                  | Regi: Blandine Lenoir; Med: Agnès Jaoui, Thibault de Montalembert, Pascale Arbillot, Sarah Suco, Lou Roy-Lecollinet | Drama, Komedi                                        | [ 425 ] [ 426 ]       |
| O K T O B E R         | 13                    | Home Again – Kärleken flyttar in                       | USA                                                                        | Regi: Hallie Meyers-Shyer; Med: Reese Witherspoon, Nat Wolff, Jon Rudnitsky, Pico Alexander, Michael Sheen, Candice Bergen | Drama, Komedi, Romantik                              | [ 427 ] [ 428 ]       |
| O K T O B E R         | 13                    | Korparna                                               | Sverige                                                                    | Regi: Jens Assur; Med: Reine Brynolfsson, Maria Heiskanen, Jacob Nordström | Drama                                                | [ 429 ] [ 430 ]       |
| O K T O B E R         | 13                    | Snömannen                                              | Storbritannien · Sverige · USA                                             | Regi: Tomas Alfredson; Med: Michael Fassbender, Rebecca Ferguson, Charlotte Gainsbourg, Chloë Sevigny | Drama, Kriminal                                      | [ 431 ] [ 432 ]       |
| O K T O B E R         | 16                    | Himlens mörkrum                                        | Sverige                                                                    | Regi: Nils Petter Löfstedt | Dokumentär                                           | [ 433 ] [ 434 ]       |
| O K T O B E R         | 18                    | Secret Superstar                                       | Indien                                                                     | Regi: Advait Chandan; Med: Zaira Wasim, Meher Vij, Aamir Khan | Drama, Musikal                                       | [ 435 ]               |
| O K T O B E R         | 20                    | Geostorm                                               | USA                                                                        | Regi: Dean Devlin; Med: Gerard Butler, Jim Sturgess, Abbie Cornish, Ed Harris, Andy Garcia | Action, Katastrof, Sci-Fi, Thriller,                 | [ 436 ] [ 437 ]       |
| O K T O B E R         | 20                    | Happy Death Day                                        | USA                                                                        | Regi: Christopher Landon; Med: Jessica Rothe, Israel Broussard | Komedi, Mysterium, Skräck, Slasher, Thriller         | [ 438 ] [ 439 ]       |
| O K T O B E R         | 20                    | Herr och fru Adelman                                   | Frankrike · Belgien                                                        | Regi: Nicolas Bedos; Med: Doria Tillier, Nicolas Bedos, Denis Podalydès | Drama, Komedi, Romantik                              | [ 440 ] [ 441 ]       |
| O K T O B E R         | 20                    | Loving Vincent                                         | Storbritannien · Polen                                                     | Regi: Dorota Kobiela & Hugh Welchman; Med: Douglas Booth, Jerome Flynn, Helen McCrory, Chris O'Dowd, Saoirse Ronan, John Sessions, Eleanor Tomlinson, Aidan Turner | Animerat, Biografi                                   | [ 442 ] [ 443 ]       |
| O K T O B E R         | 20                    | My Little Pony: The Movie                              | Kanada · USA                                                               | Regi: Jayson Thiessen; Med: Emily Blunt, Kristin Chenoweth, Liev Schreiber, Michael Peña, Sia, Taye Diggs, Uzo Aduba, Zoë Saldaña | Animerat, Komedi, Äventyr                            | [ 444 ] [ 445 ]       |
| O K T O B E R         | 20                    | Shapeshifters                                          | Sverige                                                                    | Regi: Sophie Vukovic | Dokumentär                                           | [ 446 ] [ 447 ]       |
| O K T O B E R         | 20                    | Tiden före oss                                         | Belgien · Frankrike · Nederländerna · Danmark                              | Regi: Nathalie Teirlinck; Med: Evelyne Brochu, Zuri François | Drama                                                | [ 448 ] [ 449 ]       |
| O K T O B E R         | 20                    | Vilken jävla cirkus                                    | Sverige                                                                    | Regi: Helena Bergström; Med: Gustav Lindh, Molly Nutley, Tomas von Brömssen, Evin Ahmad, Johan Widerberg, Aliette Opheim, Vanna Rosenberg, Trolle Rhodin, Marta Oldenburg, Agneta Ehrensvärd, Lukas Wojcik, Livia Millhagen, Reuben Sallmander, Charlie Gustafsson                        | Drama, Komedi                                        | [ 450 ] [ 451 ]       |
| O K T O B E R         | 20                    | Wolf and Sheep                                         | Danmark · Afghanistan · Frankrike · Sverige                                | Regi: Shahrbanoo Sadat | Drama                                                | [ 452 ] [ 453 ]       |
| O K T O B E R         | 21                    | Den syriska förlovningsringen                          | Libanon · Jordanien · Egypten                                              | Regi: Sophie Boutros; Med: Julia Kassar, Ali El Khalil, Bassam Kousa, Nadine Khoury, Betty Taoutal, Jaber Jokhadar, Serena Chami, Said Serhan | Drama, Komedi                                        | [ 454 ] [ 455 ]       |
| O K T O B E R         | 25                    | Star Boys                                              | Finland · Sverige                                                          | Regi: Visa Koiso-Kanttila; Med: Olavi Angervo, Gottfried Effe, Tomi Enbuska | Drama                                                | [ 456 ]               |
| O K T O B E R         | 26                    | Avicii: True Stories                                   | Sverige                                                                    | Regi: Levan Tsikurishvili; Med: Avicii | Dokumentär, Musik                                    | [ 457 ] [ 458 ]       |
| O K T O B E R         | 27                    | Den stora nötkuppen 2                                  | USA · Sydkorea · Kanada · Kina                                             | Regi: Cal Brunker; Med: Will Arnett, Maya Rudolph, Jackie Chan, Katherine Heigl, Bobby Moynihan, Bobby Cannavale, Isabela Moner, Jeff Dunham, Gabriel Iglesias | Animerat, Barn, Komedi                               | [ 459 ] [ 460 ]       |
| O K T O B E R         | 27                    | Jigsaw                                                 | USA · Kanada                                                               | Regi: Michael Spierig & Peter Spierig; Med: Tobin Bell, Laura Vandervoort, Callum Keith Rennie | Skräck, Thriller                                     | [ 461 ] [ 462 ]       |
| O K T O B E R         | 27                    | Krig                                                   | Sverige                                                                    | Regi: Goran Kapetanović; Med: Loke Hellberg, Meja Björkefall, Emilio Silva, Malin Levanon | Drama                                                | [ 463 ] [ 464 ]       |
| O K T O B E R         | 27                    | Lucky                                                  | USA                                                                        | Regi: John Carroll Lynch; Med: Harry Dean Stanton, David Lynch, Ron Livingston, Ed Begley Jr., Tom Skerritt | Drama                                                | [ 465 ] [ 466 ]       |
| O K T O B E R         | 27                    | Thor: Ragnarök                                         | USA                                                                        | Regi: Taika Waititi; Med: Chris Hemsworth, Tom Hiddleston, Idris Elba, Anthony Hopkins, Cate Blanchett, Tessa Thompson, Jeff Goldblum, Karl Urban, Mark Ruffalo | Sci-Fi, Superhjälte, Äventyr                         | [ 467 ] [ 468 ]       |
| N O V E M B E R       | 3                     | Bad Moms 2                                             | USA                                                                        | Regi: Scott Moore & Jon Lucas; Med: Mila Kunis, Kristen Bell, Kathryn Hahn, Christine Baranski, Cheryl Hines, Susan Sarandon | Komedi                                               | [ 469 ] [ 470 ]       |
| N O V E M B E R       | 3                     | Django                                                 | Frankrike                                                                  | Regi: Etienne Comar; Med: Reda Kateb, Cécile De France | Biografi, Drama                                      | [ 471 ] [ 472 ]       |
| N O V E M B E R       | 3                     | The Glass Castle                                       | USA                                                                        | Regi: Destin Daniel Cretton; Med: Brie Larson, Woody Harrelson, Max Greenfield, Sarah Snook, Naomi Watts | Biografi, Drama                                      | [ 473 ] [ 474 ]       |
| N O V E M B E R       | 3                     | Ingen tid för kärlek – en film om Johnny Bode          | Sverige                                                                    | Regi: Bo Sjökvist; Med: Bo Sjökvist, Lillemor Dahlqvist, Ingmar Norlén, Mattias Ehn | Dokumentär                                           | [ 475 ] [ 476 ]       |
| N O V E M B E R       | 3                     | Marshall                                               | USA                                                                        | Regi: Reginald Hudlin; Med: Chadwick Boseman, Josh Gad, Kate Hudson, Dan Stevens, Sterling K. Brown, James Cromwell | Biografi, Drama, Thriller                            | [ 477 ] [ 478 ]       |
| N O V E M B E R       | 10                    | All Inclusive                                          | Sverige                                                                    | Regi: Karin Fahlén; Med: Suzanne Reuter, Jennie Silfverhjelm, Liv Mjönes, Goran Bogdan, Jonas Karlsson, Jacob Ericksson, Shebly Niavarani | Komedi                                               | [ 479 ] [ 480 ]       |
| N O V E M B E R       | 10                    | Paddington 2                                           | Storbritannien · Frankrike                                                 | Regi: Paul King; Med: Ben Whishaw, Hugh Grant, Brendan Gleeson, Hugh Bonneville, Sally Hawkins, Julie Walters, Jim Broadbent, Peter Capaldi, Madeleine Harris, Samuel Joslin, Imelda Staunton                                                                                             | Animerat, Komedi                                     | [ 481 ] [ 482 ]       |
| N O V E M B E R       | 15                    | Justice League                                         | USA                                                                        | Regi: Zack Snyder; Med: Ben Affleck, Henry Cavill, Gal Gadot, Jason Momoa, Ezra Miller, Ray Fisher, Amy Adams, Willem Dafoe, Jesse Eisenberg, Jeremy Irons, Diane Lane, Connie Nielsen, J.K. Simmons                                                                                      | Action, Sci-Fi, Superhjälte, Äventyr                 | [ 483 ] [ 484 ]       |
| N O V E M B E R       | 17                    | En obekväm uppföljare                                  | USA                                                                        | Regi: Bonni Cohen & Jon Shenk; Med: Al Gore | Dokumentär                                           | [ 485 ] [ 486 ]       |
| N O V E M B E R       | 17                    | The Foreigner                                          | Storbritannien · Kina · USA                                                | Regi: Martin Campbell; Med: Jackie Chan, Pierce Brosnan | Action, Thriller                                     | [ 487 ] [ 488 ]       |
| N O V E M B E R       | 17                    | Thelma                                                 | Norge · Sverige                                                            | Regi: Joachim Trier; Med: Eili Harboe, Kaya Wilkins, Henrik Rafaelsen, Ellen Dorrit Petersen | Skräck, Thriller                                     | [ 489 ] [ 490 ]       |
| N O V E M B E R       | 22                    | Den eviga vägen                                        | Finland · Estland · Sverige                                                | Regi: Antti-Jussi Annila; Med: Tommi Korpela, Sidse Babett Knudsen, Hannu-Pekka Björkman, Irina Björklund, Ville Virtanen, Sampo Sarkola, Eedit Patrakka, Jonna Järnefelt, Antti Virmavirta, Emmi Parviainen, Lembit Ulfsak, Igor Sigov                                                   | Drama, Historik                                      | [ 491 ]               |
| N O V E M B E R       | 24                    | Breathe                                                | Storbritannien                                                             | Regi: Andy Serkis; Med: Andrew Garfield, Claire Foy, Tom Hollander, Hugh Bonneville, Dean-Charles Chapman, Ed Speleers | Biografi, Drama, Romantik                            | [ 492 ] [ 493 ]       |
| N O V E M B E R       | 24                    | Daddy's Home 2                                         | USA                                                                        | Regi: Sean Anders; Med: Will Ferrell, Mark Wahlberg, Linda Cardellini, John Cena, John Lithgow, Mel Gibson | Komedi                                               | [ 494 ] [ 495 ]       |
| N O V E M B E R       | 24                    | God's Own Country                                      | Storbritannien                                                             | Regi: Francis Lee; Med: Josh O'Connor, Alec Secareanu, Ian Hart, Gemma Jones | Drama, Romantik                                      | [ 496 ] [ 497 ]       |
| N O V E M B E R       | 24                    | Hobbyhorse Revolution                                  | Finland · Sverige                                                          | Regi: Selma Vilhunen | Dokumentär                                           | [ 498 ] [ 499 ]       |
| N O V E M B E R       | 24                    | Mordet på Orientexpressen                              | USA · Malta                                                                | Regi: Kenneth Branagh; Med: Kenneth Branagh, Penélope Cruz, Willem Dafoe, Judi Dench, Johnny Depp, Josh Gad, Derek Jacobi, Leslie Odom Jr., Michelle Pfeiffer, Daisy Ridley | Drama, Kriminal, Mysterium, Thriller                 | [ 500 ] [ 501 ]       |
| D E C E M B E R       | 1                     | 120 slag i minuten                                     | Frankrike                                                                  | Regi: Robin Campillo; Med: Nahuel Pérez Biscayart, Arnaud Valois, Adèle Haenel, Antoine Reinartz, Félix Maritaud, Ariel Borenstein, Aloïse Sauvage, Médhi Touré, Simon Bourgade, Simon Guélat, Catherine Vinatier, Théophile Ray, Saadia Bentaïeb, Jean-François Auguste, Coralie Russier | Drama                                                | [ 502 ] [ 503 ]       |
| D E C E M B E R       | 1                     | Botoks                                                 | Polen                                                                      | Regi: Patryk Vega; Med: Olga Boladz, Agnieszka Dygant, Grazyna Szapolowska, Kasia Warnke, Marieta Zukowska, Janusz Chabior, Sebastian Fabijanski, Wojciech Machnicki, Tomasz Oswiecinski, Piotr Stramowski                                                                                | Action, Drama, Thriller                              | [ 504 ] [ 505 ]       |
| D E C E M B E R       | 1                     | Friend Request                                         | Tyskland                                                                   | Regi: Simon Verhoeven; Med: Alycia Debnam-Carey, William Moseley, Connor Paolo, Brit Morgan, Brooke Markham, Sean Marquette, Liesl Ahlers, Shashawnee Hall | Skräck, Thriller, Ungdom                             | [ 506 ] [ 507 ]       |
| D E C E M B E R       | 1                     | Human Flow                                             | Tyskland                                                                   | Regi: Ai Weiwei; Med: Israa Abboud, Hiba Abed, Rami Abu Sondos | Dokumentär                                           | [ 508 ] [ 509 ]       |
| D E C E M B E R       | 1                     | Rodin                                                  | Frankrike · Belgien · USA                                                  | Regi: Jacques Doillon; Med: Vincent Lindon, Izïa Higelin, Séverine Caneele | Biografi, Drama                                      | [ 510 ] [ 511 ]       |
| D E C E M B E R       | 1                     | Solsidan                                               | Sverige                                                                    | Regi: Felix Herngren & Måns Herngren; Med: Felix Herngren, Mia Skäringer, Josephine Bornebusch, Johan Rheborg, Henrik Dorsin, Malin Cederbladh, Henrik Schyffert, Sven Wollter | Komedi                                               | [ 512 ] [ 513 ]       |
| D E C E M B E R       | 1                     | Trollvinter i Mumindalen                               | Finland · Polen                                                            | Regi: Ira Carpelan & Jakub Wronski; Med: Stellan Skarsgård, Bill Skarsgård, Alicia Vikander | Animerat, Familj, Äventyr                            | [ 514 ] [ 515 ]       |
| D E C E M B E R       | 6                     | Okänd soldat                                           | Finland · Belgien · Island                                                 | Regi: Aku Louhimies; Med: Eero Aho, Johannes Holopainen, Jussi Vatanen, Aku Hirviniemi, Hannes Suominen, Paula Vesala, Samuel Vauramo, Joonas Saartamo, Arttu Kapulainen, Andrei Alen, Juho Milonoff, Matti Ristinen                                                                      | Action, Drama, Historik, Krig, Thriller              | [ 516 ] [ 517 ]       |
| D E C E M B E R       | 8                     | Churchill                                              | Storbritannien                                                             | Regi: Jonathan Teplitzky; Med: Brian Cox, Miranda Richardson, John Slattery, Ella Purnell, James Purefoy | Biografi, Drama, Historik, Krig                      | [ 518 ] [ 519 ]       |
| D E C E M B E R       | 8                     | Listy do M3                                            | Polen                                                                      | Regi: Tomasz Konecki; Med: Piotr Adamczyk, Magdalena Rózczka, Tomasz Karolak, Izabela Kuna, Borys Szyc, Agnieszka Dygant, Andrzej Grabowski | Komedi                                               | [ 520 ] [ 521 ]       |
| D E C E M B E R       | 8                     | Menashe                                                | USA                                                                        | Regi: Joshua Z Weinstein; Med: Menashe Lustig, Ruben Niborski, Yoel Weisshaus, Meyer Schwartz | Drama                                                | [ 522 ] [ 523 ]       |
| D E C E M B E R       | 8                     | Professor Marston and the Wonder Women                 | USA                                                                        | Regi: Angela Robinson; Med: Luke Evans, Rebecca Hall, Bella Heathcote, JJ Feild, Oliver Platt, Connie Britton | Biografi, Drama                                      | [ 524 ] [ 525 ]       |
| D E C E M B E R       | 8                     | Skönheten och odjuren                                  | Tunisien · Frankrike · Sverige · Schweiz · Norge · Libanon · Qatar         | Regi: Kaouther Ben Hania; Med: Mariam Al Ferjani, Ghanem Zrelli, Noomen Hamda, Mohamed Akkari, Chedly Arfaoui, Anissa Daoud, Mourad Gharsalli | Drama, Kriminal                                      | [ 526 ] [ 527 ]       |
| D E C E M B E R       | 8                     | Suburbicon                                             | USA · Storbritannien                                                       | Regi: George Clooney; Med: Matt Damon, Julianne Moore, Noah Jupe, Oscar Isaac | Drama, Komedi, Kriminal, Thriller                    | [ 528 ] [ 529 ]       |
| D E C E M B E R       | 13                    | Star Wars: The Last Jedi                               | USA                                                                        | Regi: Rian Johnson; Med: Mark Hamill, Carrie Fisher, Adam Driver, Daisy Ridley, John Boyega, Oscar Isaac, Andy Serkis, Lupita Nyong'o, Domhnall Gleeson, Anthony Daniels, Gwendoline Christie, Kelly Marie Tran, Laura Dern, Frank Oz, Benicio del Toro                                   | Action, Sci-Fi, Äventyr                              | [ 530 ] [ 531 ]       |
| D E C E M B E R       | 22                    | Call Me by Your Name                                   | Italien · Frankrike · Brasilien · USA                                      | Regi: Luca Guadagnino; Med: Armie Hammer, Timothée Chalamet, Michael Stuhlbarg, Amira Casar, Esther Garrel, Victoire Du Bois | Drama, Romantik, Ungdom                              | [ 532 ] [ 533 ]       |
| D E C E M B E R       | 22                    | Gordon och Paddy                                       | Sverige                                                                    | Regi: Linda Hambäck; Med: Stellan Skarsgård, Melinda Kinnaman, Felix Herngren | Animerat, Familj                                     | [ 534 ] [ 535 ]       |
| D E C E M B E R       | 22                    | Jumanji: Welcome to the Jungle                         | USA                                                                        | Regi: Jake Kasdan; Med: Dwayne Johnson, Jack Black, Kevin Hart, Karen Gillan, Nick Jonas, Bobby Cannavale | Fantasy, Komedi, Ungdom, Äventyr                     | [ 536 ] [ 537 ]       |
| D E C E M B E R       | 22                    | Monky                                                  | Sverige                                                                    | Regi: Maria Blom; Med: Julius Hugoson, Frida Hallgren, Johan Petersson, Ing-Marie Carlsson, Eric Ericson, Bianca Kronlöf, Tomas Åhnstrand, Shebly Niavarani, Sofia Bach | Familj                                               | [ 538 ] [ 539 ]       |
| D E C E M B E R       | 22                    | Tjuren Ferdinand                                       | USA                                                                        | Regi: Carlos Saldanha; Med: John Cena, Kate McKinnon | Animerat, Action, Familj, Komedi, Äventyr            | [ 540 ] [ 541 ]       |
| D E C E M B E R       | 22                    | Wonder Wheel                                           | USA                                                                        | Regi: Woody Allen; Med: James Belushi, Juno Temple, Justin Timberlake, Kate Winslet | Drama, Kriminal, Romantik                            | [ 542 ] [ 543 ]       |
| D E C E M B E R       | 25                    | The Greatest Showman                                   | USA                                                                        | Regi: Michael Gracey; Med: Hugh Jackman, Zac Efron, Michelle Williams, Rebecca Ferguson, Zendaya | Biografi, Drama, Musikal                             | [ 544 ] [ 545 ]       |
| D E C E M B E R       | 25                    | Let the Sunshine In                                    | Frankrike · Belgien                                                        | Regi: Claire Denis; Med: Juliette Binoche, Xavier Beauvois, Philippe Katerine, Josiane Balasko, Sandrine Dumas, Nicolas Duvauchelle, Alex Descas, Laurent Grévill, Bruno Podalydès, Paul Blain, Valeria Bruni Tedeschi, Gérard Depardieu                                                  | Drama                                                | [ 546 ] [ 547 ]       |

## Avlidna
- 6 januari – Om Puri, 66, indisk skådespelare.[548]
- 14 januari – Håkon Liu, 41, norsk regissör.
- 19 januari – Miguel Ferrer, 61, amerikansk skådespelare.
- 23 januari – Gorden Kaye, 75, brittisk skådespelare.
- 25 januari – John Hurt, 77, brittisk skådespelare.
- 25 januari – Mary Tyler Moore, 80, amerikansk skådespelerska.
- 26 januari – Mike Connors, 91, amerikansk skådespelare.
- 26 januari – Barbara Hale, 94, amerikansk skådespelerska.
- 27 januari – Emmanuelle Riva, 89, fransk skådespelerska.
- 1 februari – Lars-Erik Berenett, 74, svensk skådespelare.
- 1 februari – Stig Grybe, 88, svensk skådespelare och komiker.
- 5 februari – Björn Granath, 70, svensk skådespelare.
- 6 februari – Alec McCowen, 91, brittisk skådespelare.
- 13 februari – Seijun Suzuki, 93, japansk regissör och manusförfattare.
- 17 februari – Warren Frost, 91, amerikansk skådespelare.
- 25 februari – Bill Paxton, 61, amerikansk skådespelare.
- 17 mars – Karin Nordström, 93, svensk skådespelerska.
- 23 mars – Lola Albright, 92, amerikansk skådespelerska och sångare.
- 26 mars – Darlene Cates, 69, amerikansk skådespelerska.
- 1 april – Gösta Ekman, 77, svensk skådespelare och regissör.
- 6 april – Don Rickles, 90, amerikansk skådespelare.
- 7 april – Tim Pigott-Smith, 70, brittisk skådespelare.
- 10 april – Bab Christensen, 89, norsk skådespelerska.
- 11 april – Michael Ballhaus, 81, tysk filmfotograf.
- 12 april – Charlie Murphy, 57, amerikansk skådespelare och manusförfattare.
- 15 april – Clifton James, 96, amerikansk skådespelare.
- 16 april – Sven-Olof Hultgren, 88, svensk skådespelare och sångare.
- 20 april – Olle Björling, 79, svensk skådespelare.
- 21 april – Carin Ygberg, 88, svensk skådespelerska.
- 23 april – Inga Ålenius, 78, svensk skådespelerska.
- 26 april – Jonathan Demme, 73, amerikansk regissör, manusförfattare och producent.[549]
- 3 maj – Daliah Lavi, 74, israelisk skådespelerska och sångare.
- 7 maj – Svend Wam, 71, norsk regissör, manusförfattare och producent.
- 9 maj – Michael Parks, 77, amerikansk skådespelare.
- 10 maj – Geoffrey Bayldon, 93, brittisk skådespelare.
- 14 maj – Powers Boothe, 68, amerikansk skådespelare.
- 15 maj – Oleg Vidov, 73, rysk-amerikansk skådespelare.
- 23 maj – Roger Moore, 89, brittisk skådespelare. (James Bond)
- 31 maj – Tino Insana, 69, amerikansk skådespelare.
- 9 juni – Adam West, 88, amerikansk skådespelare.
- 13 juni – Anita Pallenberg, 75, italiensk-tysk skådespelerska.
- 16 juni – John G. Avildsen, 81, amerikansk regissör.
- 24 juni – Monica Nordquist, 76, svensk skådespelare.
- 27 juni – Michael Nyqvist, 56, svensk skådespelare.
- 8 juli – Nelsan Ellis, 39, amerikansk skådespelare.
- 15 juli – Martin Landau, 89, amerikansk skådespelare.
- 16 juli – George A. Romero, 77, amerikansk-kanadensisk regissör, manusförfattare och filmklippare.
- 17 juli – Harvey Atkin, 74, kanadensisk skådespelare.[550]
- 20 juli – Chester Bennington, 41, amerikansk skådespelare och sångare.
- 21 juli – John Heard, 72, amerikansk skådespelare.[551]
- 26 juli – June Foray, 99, amerikansk röstskådespelerska.
- 27 juli – Sam Shepard, 73, amerikansk skådespelare.
- 31 juli – Jeanne Moreau, 89, fransk skådespelerska.[552]
- 3 augusti – Robert Hardy, 91, brittisk skådespelare.
- 8 augusti – Glen Campbell, 81, amerikansk sångare och skådespelare.
- 9 augusti – Peter Gaszynski, 54, svensk dokumentärfilmare och producent.
- 20 augusti – Jerry Lewis, 91, amerikansk skådespelare, regissör och manusförfattare.
- 26 augusti – Tobe Hooper, 74, amerikansk filmregissör.[553]
- 31 augusti
  - Richard Anderson, 91, amerikansk skådespelare.
  - Janne ”Loffe” Carlsson, 80, svensk skådespelare och musiker.
- 10 september – Hans Alfredson, 86, svensk skådespelare, manusförfattare och regissör.
- 15 september – Harry Dean Stanton, 91, amerikansk skådespelare.
- 5 oktober – Anne Wiazemsky, 70, fransk skådespelare och författare.[554]
- 16 oktober – Roy Dotrice, 94, brittisk skådespelare.
- 17 oktober – Danielle Darrieux, 100, fransk skådespelerska och sångare.
- 18 oktober – Brent Briscoe, 56, amerikansk skådespelare.
- 19 oktober – Umberto Lenzi, 86, italiensk regissör och manusförfattare.
- 24 oktober
  - Robert Guillaume, 89, amerikansk skådespelare.
  - Al Samfors, 84, svensk filmproducent.[555]
- 7 november – Paul Buckmaster, 71, brittisk kompositör och arrangör.
- 9 november – John Hillerman, 84, amerikansk skådespelare.
- 11 november – Baard Owe, 81, norsk-dansk skådespelare.
- 17 november – Rikard Wolff, 59, svensk sångare och skådespelare.[556]
- 19 november – Della Reese, 86, amerikansk skådespelerska.
- 21 november – David Cassidy, 67, amerikansk skådespelare och sångare.
- 25 november – Rance Howard, 89, amerikansk skådespelare.
- 30 november – Jim Nabors, 87, amerikansk skådespelare.
- 2 december – Ulli Lommel, 72, tysk regissör, skådespelare och producent.
- 4 december – Shashi Kapoor, 79, indisk skådespelare och producent.
- 6 december – Johnny Hallyday, 74, belgisk-fransk skådespelare och sångare.
- 15 december – Kjell Grede, svensk regissör och manusförfattare.
- 28 december – Rose Marie, 94, amerikansk skådespelerska.

### Fotnoter
1. ↑  ”2017 Worldwide Box Office”. Box Office Mojo. https://www.boxofficemojo.com/year/world/2017/. Läst 12 mars 2020.
2. ↑  ”Skönheten i allt (2016)”. Internet Movie Database. http://www.imdb.com/title/tt4682786/.
3. ↑  ”Collateral Beauty (2016)”. Svensk Filmdatabas. http://www.svenskfilmdatabas.se/sv/item/?type=film&itemid=88339.
4. ↑  ”Efter stormen (2016)”. Internet Movie Database. http://www.imdb.com/title/tt5294966/.
5. ↑  ”Umi yori mo mada fukaku (2016)”. Svensk Filmdatabas. http://www.svenskfilmdatabas.se/sv/item/?type=film&itemid=88342.
6. ↑  ”Måste gitt (2017)”. Internet Movie Database. http://www.imdb.com/title/tt5050876/.
7. ↑  ”Måste gitt (2017)”. Svensk Filmdatabas. http://www.svenskfilmdatabas.se/sv/item/?type=film&itemid=79257.
8. ↑  ”Paterson (2016)”. Internet Movie Database. http://www.imdb.com/title/tt5247022/.
9. ↑  ”Paterson (2016)”. Svensk Filmdatabas. http://www.svenskfilmdatabas.se/sv/item/?type=film&itemid=88345.
10. ↑  ”Assassin's Creed (2016)”. Internet Movie Database. http://www.imdb.com/title/tt2094766/.
11. ↑  ”Assassin's Creed (2016)”. Svensk Filmdatabas. http://www.svenskfilmdatabas.se/sv/item/?type=film&itemid=88352.
12. ↑  ”American Pastoral (2016)”. Internet Movie Database. http://www.imdb.com/title/tt0376479/.
13. ↑  ”American Pastoral (2016)”. Svensk Filmdatabas. http://www.svenskfilmdatabas.se/sv/item/?type=film&itemid=88360.
14. ↑  ”Elle (2016)”. Internet Movie Database. http://www.imdb.com/title/tt3716530/.
15. ↑  ”Elle (2016)”. Svensk Filmdatabas. http://www.svenskfilmdatabas.se/sv/item/?type=film&itemid=88362.
16. ↑  ”Life, Animated (2016)”. Internet Movie Database. http://www.imdb.com/title/tt3917210/.
17. ↑  ”Life, Animated (2016)”. Svensk Filmdatabas. http://www.svenskfilmdatabas.se/sv/item/?type=film&itemid=88363.
18. ↑  ”Aquarius (2016)”. Internet Movie Database. http://www.imdb.com/title/tt5221584/.
19. ↑  ”Aquarius (2016)”. Svensk Filmdatabas. http://www.svenskfilmdatabas.se/sv/item/?type=film&itemid=88373.
20. ↑  ”Bleed for This (2016)”. Internet Movie Database. http://www.imdb.com/title/tt1620935/.
21. ↑  ”Bleed for This (2016)”. Svensk Filmdatabas. http://www.svenskfilmdatabas.se/sv/item/?type=film&itemid=88371.
22. ↑  ”Live by Night (2016)”. Internet Movie Database. http://www.imdb.com/title/tt2361317/.
23. ↑  ”Live by Night (2016)”. Svensk Filmdatabas. http://www.svenskfilmdatabas.se/sv/item/?type=film&itemid=88374.
24. ↑  ”Tillsammans mot drömmen (2017)”. Internet Movie Database. http://www.imdb.com/title/tt6088016/.
25. ↑  ”Sammen om drømmen (2017)”. Svensk Filmdatabas. http://www.svenskfilmdatabas.se/sv/item/?type=film&itemid=88376.
26. ↑  ”Småstad (2017)”. Internet Movie Database. http://www.imdb.com/title/tt6317072/.
27. ↑  ”Småstad (2017)”. Svensk Filmdatabas. http://www.svenskfilmdatabas.se/sv/item/?type=film&itemid=88297.
28. ↑  ”Split (2016)”. Internet Movie Database. http://www.imdb.com/title/tt4972582/.
29. ↑  ”Split (2016)”. Svensk Filmdatabas. http://www.svenskfilmdatabas.se/sv/item/?type=film&itemid=88375.
30. ↑  ”Kaabil (2017)”. Internet Movie Database. http://www.imdb.com/title/tt5460276/.
31. ↑  ”The Bye Bye Man (2016)”. Internet Movie Database. http://www.imdb.com/title/tt4030600/.
32. ↑  ”The Bye Bye Man (2017)”. Svensk Filmdatabas. http://www.svenskfilmdatabas.se/sv/item/?type=film&itemid=88405.
33. ↑  ”The Handmaiden (2016)”. Internet Movie Database. http://www.imdb.com/title/tt4016934/.
34. ↑  ”Agassi (2016)”. Svensk Filmdatabas. http://www.svenskfilmdatabas.se/sv/item/?type=film&itemid=88407.
35. ↑  ”La La Land (2016)”. Internet Movie Database. http://www.imdb.com/title/tt3783958/.
36. ↑  ”La La Land (2016)”. Svensk Filmdatabas. http://www.svenskfilmdatabas.se/sv/item/?type=film&itemid=88391.
37. ↑  ”Inhebek Hedi (2016)”. Internet Movie Database. http://www.imdb.com/title/tt5011242/.
38. ↑  ”Inhebek Hedi (2016)”. Svensk Filmdatabas. http://www.svenskfilmdatabas.se/sv/item/?type=film&itemid=88393.
39. ↑  ”xXx: Return of Xander Cage (2017)”. Internet Movie Database. http://www.imdb.com/title/tt1293847/.
40. ↑  ”XXX: Return of Xander Cage (2017)”. Svensk Filmdatabas. http://www.svenskfilmdatabas.se/sv/item/?type=film&itemid=88409.
41. ↑  ”Det främmande (2016)”. Internet Movie Database. http://www.imdb.com/title/tt5265960/.
42. ↑  ”La región salvaje (2016)”. Svensk Filmdatabas. http://www.svenskfilmdatabas.se/sv/item/?type=film&itemid=88418.
43. ↑  ”Jackie (2016)”. Internet Movie Database. http://www.imdb.com/title/tt1619029/.
44. ↑  ”Jackie (2016)”. Svensk Filmdatabas. http://www.svenskfilmdatabas.se/sv/item/?type=film&itemid=88427.
45. ↑  ”Resident Evil: The Final Chapter (2016)”. Internet Movie Database. http://www.imdb.com/title/tt2592614/.
46. ↑  ”Resident Evil: The Final Chapter (2016)”. Svensk Filmdatabas. http://www.svenskfilmdatabas.se/sv/item/?type=film&itemid=88434.
47. ↑  ”Rings (2017)”. Internet Movie Database. http://www.imdb.com/title/tt0498381/.
48. ↑  ”Rings (2017)”. Svensk Filmdatabas. http://www.svenskfilmdatabas.se/sv/item/?type=film&itemid=88438.
49. ↑  ”Vaiana (2016)”. Internet Movie Database. http://www.imdb.com/title/tt3521164/.
50. ↑  ”Moana (2016)”. Svensk Filmdatabas. http://www.svenskfilmdatabas.se/sv/item/?type=film&itemid=88447.
51. ↑  ”Balu Mahi (2017)”. Internet Movie Database. http://www.imdb.com/title/tt5370442/.
52. ↑  ”Den lyckligaste dagen i Olli Mäkis liv (2016)”. Internet Movie Database. http://www.imdb.com/title/tt4771932/.
53. ↑  ”Hymyilevä mies (2016)”. Svensk Filmdatabas. http://www.svenskfilmdatabas.se/sv/item/?type=film&itemid=83205.
54. ↑  ”Fifty Shades Darker (2017)”. Internet Movie Database. http://www.imdb.com/title/tt4465564/.
55. ↑  ”Fifty Shades Darker (2017)”. Svensk Filmdatabas. http://www.svenskfilmdatabas.se/sv/item/?type=film&itemid=88464.
56. ↑  ”The Lego Batman Movie (2017)”. Internet Movie Database. http://www.imdb.com/title/tt4116284/.
57. ↑  ”The Lego Batman Movie (2017)”. Svensk Filmdatabas. http://www.svenskfilmdatabas.se/sv/item/?type=film&itemid=88468.
58. ↑  ”Moonlight (2016)”. Internet Movie Database. http://www.imdb.com/title/tt4975722/.
59. ↑  ”Moonlight (2016)”. Svensk Filmdatabas. http://www.svenskfilmdatabas.se/sv/item/?type=film&itemid=88491.
60. ↑  ”Prövningen (2016)”. Internet Movie Database. http://www.imdb.com/title/tt4936450/.
61. ↑  ”Bacalaureat (2016)”. Svensk Filmdatabas. http://www.svenskfilmdatabas.se/sv/item/?type=film&itemid=88465.
62. ↑  ”Below Her Mouth (2016)”. Internet Movie Database. http://www.imdb.com/title/tt5073620/.
63. ↑  ”Below Her Mouth (2016)”. Svensk Filmdatabas. http://www.svenskfilmdatabas.se/sv/item/?type=film&itemid=88473.
64. ↑  ”A Cure for Wellness (2017)”. Internet Movie Database. http://www.imdb.com/title/tt4731136/.
65. ↑  ”A Cure for Wellness (2016)”. Svensk Filmdatabas. http://www.svenskfilmdatabas.se/sv/item/?type=film&itemid=88472.
66. ↑  ”Exfrun (2017)”. Internet Movie Database. http://www.imdb.com/title/tt5396396/.
67. ↑  ”Exfrun (2017)”. Svensk Filmdatabas. http://www.svenskfilmdatabas.se/sv/item/?type=film&itemid=77799.
68. ↑  ”The Great Wall (2016)”. Internet Movie Database. http://www.imdb.com/title/tt2034800/.
69. ↑  ”Changcheng (2016)”. Svensk Filmdatabas. http://www.svenskfilmdatabas.se/sv/item/?type=film&itemid=88479.
70. ↑  ”Queen of Katwe (2016)”. Internet Movie Database. http://www.imdb.com/title/tt4341582/.
71. ↑  ”Queen of Katwe (2016)”. Svensk Filmdatabas. http://www.svenskfilmdatabas.se/sv/item/?type=film&itemid=88474.
72. ↑  ”The Space Between Us (2017)”. Internet Movie Database. http://www.imdb.com/title/tt3922818/.
73. ↑  ”The Space Between Us (2017)”. Svensk Filmdatabas. http://www.svenskfilmdatabas.se/sv/item/?type=film&itemid=88483.
74. ↑  ”T2 Trainspotting (2017)”. Internet Movie Database. http://www.imdb.com/title/tt2763304/.
75. ↑  ”T2 Trainspotting (2017)”. Svensk Filmdatabas. http://www.svenskfilmdatabas.se/sv/item/?type=film&itemid=88508.
76. ↑  ”Den okända flickan (2016)”. Internet Movie Database. http://www.imdb.com/title/tt4630550/.
77. ↑  ”La fille inconnue (2016)”. Svensk Filmdatabas. http://www.svenskfilmdatabas.se/sv/item/?type=film&itemid=88509.
78. ↑  ”Dolda tillgångar (2016)”. Internet Movie Database. http://www.imdb.com/title/tt4846340/.
79. ↑  ”Hidden Figures (2016)”. Svensk Filmdatabas. http://www.svenskfilmdatabas.se/sv/item/?type=film&itemid=88516.
80. ↑  ”John Wick: Chapter 2 (2017)”. Internet Movie Database. http://www.imdb.com/title/tt4425200/.
81. ↑  ”John Wick: Chapter 2 (2017)”. Svensk Filmdatabas. http://www.svenskfilmdatabas.se/sv/item/?type=film&itemid=88517.
82. ↑  ”Rangoon (2017)”. Internet Movie Database. http://www.imdb.com/title/tt4909752/.
83. ↑  ”Rum 213 (2017)”. Internet Movie Database. http://www.imdb.com/title/tt5335682/.
84. ↑  ”Rum 213 (2017)”. Svensk Filmdatabas. http://www.svenskfilmdatabas.se/sv/item/?type=film&itemid=80298.
85. ↑  ”Logan: The Wolverine (2017)”. Internet Movie Database. http://www.imdb.com/title/tt3315342/.
86. ↑  ”Logan (2017)”. Svensk Filmdatabas. http://www.svenskfilmdatabas.se/sv/item/?type=film&itemid=88561.
87. ↑  ”En väldig vänskap (2015)”. Internet Movie Database. http://www.imdb.com/title/tt2611652/.
88. ↑  ”Fúsi (2015)”. Svensk Filmdatabas. http://www.svenskfilmdatabas.se/sv/item/?type=film&itemid=88569.
89. ↑  ”Gold (2016)”. Internet Movie Database. http://www.imdb.com/title/tt1800302/.
90. ↑  ”Gold (2016)”. Svensk Filmdatabas. http://www.svenskfilmdatabas.se/sv/item/?type=film&itemid=88563.
91. ↑  ”Sameblod (2016)”. Internet Movie Database. http://www.imdb.com/title/tt5287168/.
92. ↑  ”Sameblod (2017)”. Svensk Filmdatabas. http://www.svenskfilmdatabas.se/sv/item/?type=film&itemid=78995.
93. ↑  ”Silence (2016)”. Internet Movie Database. http://www.imdb.com/title/tt0490215/.
94. ↑  ”Silence (2017)”. Svensk Filmdatabas. http://www.svenskfilmdatabas.se/sv/item/?type=film&itemid=88565.
95. ↑  ”Systrar bakom galler (2016)”. Internet Movie Database. http://www.imdb.com/title/tt6464888/.
96. ↑  ”Systrar bakom galler (2017)”. Svensk Filmdatabas. http://www.svenskfilmdatabas.se/sv/item/?type=film&itemid=79588.
97. ↑  ”Tom of Finland (2017)”. Internet Movie Database. http://www.imdb.com/title/tt5226984/.
98. ↑  ”Tom of Finland (2016)”. Svensk Filmdatabas. http://www.svenskfilmdatabas.se/sv/item/?type=film&itemid=82299.
99. ↑  ”Train to Busan (2016)”. Internet Movie Database. http://www.imdb.com/title/tt5700672/.
100. ↑  ”Busanhaeng (2016)”. Svensk Filmdatabas. http://www.svenskfilmdatabas.se/sv/item/?type=film&itemid=88520.
101. ↑  ”Filmen om Badrock (2017)”. Internet Movie Database. http://www.imdb.com/title/tt6620308/.
102. ↑  ”Filmen om Badrock (2017)”. Svensk Filmdatabas. http://www.svenskfilmdatabas.se/sv/item/?type=film&itemid=88355.
103. ↑  ”Antifascisterna (2017)”. Internet Movie Database. http://www.imdb.com/title/tt7095444/.
104. ↑  ”Antifascisterna (2017)”. Svensk Filmdatabas. http://www.svenskfilmdatabas.se/sv/item/?type=film&itemid=88498.
105. ↑  ”Alla tiders kvinnor (2016)”. Internet Movie Database. http://www.imdb.com/title/tt4385888/.
106. ↑  ”20th Century Women (2017)”. Svensk Filmdatabas. http://www.svenskfilmdatabas.se/sv/item/?type=film&itemid=88591.
107. ↑  ”Badrinath Ki Dulhania (2017)”. Internet Movie Database. http://www.imdb.com/title/tt6277440/.
108. ↑  ”Citizen Schein (2017)”. Internet Movie Database. http://www.imdb.com/title/tt6506246/.
109. ↑  ”Citizen Schein (2017)”. Svensk Filmdatabas. http://www.svenskfilmdatabas.se/sv/item/?type=film&itemid=81183.
110. ↑  ”Kim - Den skalliga primadonnan (2017)”. Internet Movie Database. http://www.imdb.com/title/tt6552572/.
111. ↑  ”Kim - den skalliga primadonnan (2017)”. Svensk Filmdatabas. http://www.svenskfilmdatabas.se/sv/item/?type=film&itemid=88344.
112. ↑  ”Kong: Skull Island (2017)”. Internet Movie Database. http://www.imdb.com/title/tt3731562/.
113. ↑  ”Kong: Skull Island (2017)”. Svensk Filmdatabas. http://www.svenskfilmdatabas.se/sv/item/?type=film&itemid=88601.
114. ↑  ”Mysteriet i Slack Bay (2016)”. Internet Movie Database. http://www.imdb.com/title/tt4726636/.
115. ↑  ”Ma Loute (2016)”. Svensk Filmdatabas. http://www.svenskfilmdatabas.se/sv/item/?type=film&itemid=88578.
116. ↑  ”A United Kingdom (2016)”. Internet Movie Database. http://www.imdb.com/title/tt3387266/.
117. ↑  ”A United Kingdom (2016)”. Svensk Filmdatabas. http://www.svenskfilmdatabas.se/sv/item/?type=film&itemid=88579.
118. ↑  ”Den gamle och monstret (2016)”. Internet Movie Database. http://www.imdb.com/title/tt2259908/.
119. ↑  ”Hermit: Monster Killer (2016)”. Svensk Filmdatabas. http://www.svenskfilmdatabas.se/sv/item/?type=film&itemid=88617.
120. ↑  ”Dröm vidare (2017)”. Internet Movie Database. http://www.imdb.com/title/tt6510954/.
121. ↑  ”Dröm vidare (2017)”. Svensk Filmdatabas. http://www.svenskfilmdatabas.se/sv/item/?type=film&itemid=79545.
122. ↑  ”Eva - en lyckost (2017)”. Svensk Filmdatabas. http://www.svenskfilmdatabas.se/sv/item/?type=film&itemid=88577.
123. ↑  ”I Am Not Your Negro (2016)”. Internet Movie Database. http://www.imdb.com/title/tt5804038/.
124. ↑  ”I Am Not Your Negro (2016)”. Svensk Filmdatabas. http://www.svenskfilmdatabas.se/sv/item/?type=film&itemid=88620.
125. ↑  ”Ljus i natten (2017)”. Internet Movie Database. http://www.imdb.com/title/tt5222918/.
126. ↑  ”Toivon tuolla puolen (2017)”. Svensk Filmdatabas. http://www.svenskfilmdatabas.se/sv/item/?type=film&itemid=88616.
127. ↑  ”Skönheten och odjuret (2017)”. Internet Movie Database. http://www.imdb.com/title/tt2771200/.
128. ↑  ”Beauty and the Beast (2017)”. Svensk Filmdatabas. http://www.svenskfilmdatabas.se/sv/item/?type=film&itemid=88619.
129. ↑  ”Fröken omöjlig (2016)”. Internet Movie Database. http://www.imdb.com/title/tt4741376/.
130. ↑  ”Jamais contente (2017)”. Svensk Filmdatabas. http://www.svenskfilmdatabas.se/sv/item/?type=film&itemid=88633.
131. ↑  ”Life (2017)”. Internet Movie Database. http://www.imdb.com/title/tt5442430/.
132. ↑  ”Life (2017)”. Svensk Filmdatabas. http://www.svenskfilmdatabas.se/sv/item/?type=film&itemid=88634.
133. ↑  ”Brev till en seriemördare (2017)”. Internet Movie Database. http://www.imdb.com/title/tt6874248/.
134. ↑  ”Brev till en seriemördare (2017)”. Svensk Filmdatabas. http://www.svenskfilmdatabas.se/sv/item/?type=film&itemid=79762.
135. ↑  ”Den osynlige gästen (2016)”. Internet Movie Database. http://www.imdb.com/title/tt4857264/.
136. ↑  ”Contratiempo (2017)”. Svensk Filmdatabas. http://www.svenskfilmdatabas.se/sv/item/?type=film&itemid=88646.
137. ↑  ”Nocturama (2016)”. Internet Movie Database. http://www.imdb.com/title/tt4795546/.
138. ↑  ”Nocturama (2016)”. Svensk Filmdatabas. http://www.svenskfilmdatabas.se/sv/item/?type=film&itemid=88649.
139. ↑  ”The Salesman (2016)”. Internet Movie Database. http://www.imdb.com/title/tt5186714/.
140. ↑  ”Forushande (2016)”. Svensk Filmdatabas. http://www.svenskfilmdatabas.se/sv/item/?type=film&itemid=88650.
141. ↑  ”Stockholm, My Love (2016)”. Internet Movie Database. http://www.imdb.com/title/tt6107412/.
142. ↑  ”Stockholm My Love (2017)”. Svensk Filmdatabas. http://www.svenskfilmdatabas.se/sv/item/?type=film&itemid=79412.
143. ↑  ”Ghost in the Shell (2017)”. Internet Movie Database. http://www.imdb.com/title/tt1219827/.
144. ↑  ”Ghost in the Shell (2017)”. Svensk Filmdatabas. http://www.svenskfilmdatabas.se/sv/item/?type=film&itemid=88660.
145. ↑  ”I Called Him Morgan (2016)”. Internet Movie Database. http://www.imdb.com/title/tt4170344/.
146. ↑  ”I Called Him Morgan (2017)”. Svensk Filmdatabas. http://www.svenskfilmdatabas.se/sv/item/?type=film&itemid=69720.
147. ↑  ”Incarnate (2016)”. Internet Movie Database. http://www.imdb.com/title/tt3216348/.
148. ↑  ”Incarnate (2016)”. Svensk Filmdatabas. http://www.svenskfilmdatabas.se/sv/item/?type=film&itemid=88664.
149. ↑  ”Patriots Day (2016)”. Internet Movie Database. http://www.imdb.com/title/tt4572514/.
150. ↑  ”Patriots Day (2016)”. Svensk Filmdatabas. http://www.svenskfilmdatabas.se/sv/item/?type=film&itemid=88674.
151. ↑  ”Sieranevada - En gravallvarlig komedi (2016)”. Internet Movie Database. http://www.imdb.com/title/tt4466490/.
152. ↑  ”Sieranevada (2016)”. Svensk Filmdatabas. http://www.svenskfilmdatabas.se/sv/item/?type=film&itemid=88668.
153. ↑  ”Smurfarna: Den försvunna byn (2017)”. Internet Movie Database. http://www.imdb.com/title/tt2398241/.
154. ↑  ”Smurfs: The Lost Village (2017)”. Svensk Filmdatabas. http://www.svenskfilmdatabas.se/sv/item/?type=film&itemid=88675.
155. ↑  ”In This Corner of the World (2016)”. Internet Movie Database. http://www.imdb.com/title/tt4769824/.
156. ↑  ”Kono sekai no katasumi ni (2016)”. Svensk Filmdatabas. http://www.svenskfilmdatabas.se/sv/item/?type=film&itemid=88676.
157. ↑  ”Udda vänner (2017)”. Internet Movie Database. http://www.imdb.com/title/tt5822160/.
158. ↑  ”Saattokeikka (2017)”. Svensk Filmdatabas. http://www.svenskfilmdatabas.se/sv/item/?type=film&itemid=88691.
159. ↑  ”Baby-bossen (2017)”. Internet Movie Database. http://www.imdb.com/title/tt3874544/.
160. ↑  ”The Boss Baby (2017)”. Svensk Filmdatabas. http://www.svenskfilmdatabas.se/sv/item/?type=film&itemid=88694.
161. ↑  ”Den enda vägen (2016)”. Internet Movie Database. http://www.imdb.com/title/tt5657648/.
162. ↑  ”Den enda vägen (2017)”. Svensk Filmdatabas. http://www.svenskfilmdatabas.se/sv/item/?type=film&itemid=85991.
163. ↑  ”The First Monday in May (2016)”. Internet Movie Database. http://www.imdb.com/title/tt5519566/.
164. ↑  ”The First Monday in May (2016)”. Svensk Filmdatabas. http://www.svenskfilmdatabas.se/sv/item/?type=film&itemid=88701.
165. ↑  ”Free Fire (2016)”. Internet Movie Database. http://www.imdb.com/title/tt4158096/.
166. ↑  ”Free Fire (2017)”. Svensk Filmdatabas. http://www.svenskfilmdatabas.se/sv/item/?type=film&itemid=88696.
167. ↑  ”The Founder (2016)”. Internet Movie Database. http://www.imdb.com/title/tt4276820/.
168. ↑  ”The Founder (2017)”. Svensk Filmdatabas. http://www.svenskfilmdatabas.se/sv/item/?type=film&itemid=88702.
169. ↑  ”Klas Klättermus och de andra djuren i Hackebackeskogen (2016)”. Internet Movie Database. http://www.imdb.com/title/tt4730838/.
170. ↑  ”Dyrene i Hakkebakkeskogen (2016)”. Svensk Filmdatabas. http://www.svenskfilmdatabas.se/sv/item/?type=film&itemid=88624.
171. ↑  ”Känslan av ett slut (2017)”. Internet Movie Database. http://www.imdb.com/title/tt4827986/.
172. ↑  ”The Sense of an Ending (2017)”. Svensk Filmdatabas. http://www.svenskfilmdatabas.se/sv/item/?type=film&itemid=88703.
173. ↑  ”Lejonkvinnan (2016)”. Internet Movie Database. http://www.imdb.com/title/tt4677578/.
174. ↑  ”Løvekvinnen (2016)”. Svensk Filmdatabas. http://www.svenskfilmdatabas.se/sv/item/?type=film&itemid=79849.
175. ↑  ”Power Rangers (2017)”. Internet Movie Database. http://www.imdb.com/title/tt3717490/.
176. ↑  ”Power Rangers (2017)”. Svensk Filmdatabas. http://www.svenskfilmdatabas.se/sv/item/?type=film&itemid=88698.
177. ↑  ”Wiener-Dog (2016)”. Internet Movie Database. http://www.imdb.com/title/tt4144190/.
178. ↑  ”Wiener-Dog (2016)”. Svensk Filmdatabas. http://www.svenskfilmdatabas.se/sv/item/?type=film&itemid=88700.
179. ↑  ”Den sista familjen (2016)”. Internet Movie Database. http://www.imdb.com/title/tt5936692/.
180. ↑  ”Ostatnia rodzina (2016)”. Svensk Filmdatabas. http://www.svenskfilmdatabas.se/sv/item/?type=film&itemid=88723.
181. ↑  ”Your Name (2016)”. Internet Movie Database. http://www.imdb.com/title/tt5311514/.
182. ↑  ”Kimi no na wa (2016)”. Svensk Filmdatabas. http://www.svenskfilmdatabas.se/sv/item/?type=film&itemid=88704.
183. ↑  ”David Lynch - The Art Life (2016)”. Internet Movie Database. http://www.imdb.com/title/tt1691152/.
184. ↑  ”David Lynch - The Art Life (2017)”. Svensk Filmdatabas. http://www.svenskfilmdatabas.se/sv/item/?type=film&itemid=88751.
185. ↑  ”Fast & Furious 8 (2017)”. Internet Movie Database. http://www.imdb.com/title/tt4630562/.
186. ↑  ”The Fate of the Furious (2017)”. Svensk Filmdatabas. http://www.svenskfilmdatabas.se/sv/item/?type=film&itemid=88752.
187. ↑  ”Their Finest Hour (2016)”. Internet Movie Database. http://www.imdb.com/title/tt1661275/.
188. ↑  ”Their Finest (2016)”. Svensk Filmdatabas. http://www.svenskfilmdatabas.se/sv/item/?type=film&itemid=88452.
189. ↑  ”Get Out (2017)”. Internet Movie Database. http://www.imdb.com/title/tt5052448/.
190. ↑  ”Get Out (2017)”. Svensk Filmdatabas. http://www.svenskfilmdatabas.se/sv/item/?type=film&itemid=88754.
191. ↑  ”The Belko Experiment (2016)”. Internet Movie Database. http://www.imdb.com/title/tt1082807/.
192. ↑  ”The Belko Experiment (2017)”. Svensk Filmdatabas. http://www.svenskfilmdatabas.se/sv/item/?type=film&itemid=88776.
193. ↑  ”Jacques - Havets utforskare (2016)”. Internet Movie Database. http://www.imdb.com/title/tt1659619/.
194. ↑  ”L'odyssée (2016)”. Svensk Filmdatabas. http://www.svenskfilmdatabas.se/sv/item/?type=film&itemid=88766.
195. ↑  ”Kungens val (2016)”. Internet Movie Database. http://www.imdb.com/title/tt4353996/.
196. ↑  ”Kongens nei (2015)”. Svensk Filmdatabas. http://www.svenskfilmdatabas.se/sv/item/?type=film&itemid=80720.
197. ↑  ”Minnen av min mamma (2016)”. Internet Movie Database. http://www.imdb.com/title/tt4746506/.
198. ↑  ”Fai bei sogni (2016)”. Svensk Filmdatabas. http://www.svenskfilmdatabas.se/sv/item/?type=film&itemid=88763.
199. ↑  ”Guardians of the Galaxy Vol. 2 (2017)”. Internet Movie Database. http://www.imdb.com/title/tt3896198/.
200. ↑  ”Guardians of the Galaxy Vol. 2 (2017)”. Svensk Filmdatabas. http://www.svenskfilmdatabas.se/sv/item/?type=film&itemid=88778.
201. ↑  ”Baahubali 2: The Conclusion (2017)”. Internet Movie Database. http://www.imdb.com/title/tt4849438/.
202. ↑  ”The Bar (2017)”. Internet Movie Database. http://www.imdb.com/title/tt5121816/.
203. ↑  ”El bar (2017)”. Svensk Filmdatabas. http://www.svenskfilmdatabas.se/sv/item/?type=film&itemid=88790.
204. ↑  ”The Birth of a Nation (2016)”. Internet Movie Database. http://www.imdb.com/title/tt4196450/.
205. ↑  ”The Birth of a Nation (2016)”. Svensk Filmdatabas. http://www.svenskfilmdatabas.se/sv/item/?type=film&itemid=88792.
206. ↑  ”Dancer (2016)”. Internet Movie Database. http://www.imdb.com/title/tt5097070/.
207. ↑  ”Dancer (2016)”. Svensk Filmdatabas. http://www.svenskfilmdatabas.se/sv/item/?type=film&itemid=88789.
208. ↑  ”Safari (2016)”. Internet Movie Database. http://www.imdb.com/title/tt5901212/.
209. ↑  ”Safari (2016)”. Svensk Filmdatabas. http://www.svenskfilmdatabas.se/sv/item/?type=film&itemid=88791.
210. ↑  ”Ta hand om mamma (2016)”. Internet Movie Database. http://www.imdb.com/title/tt5695764/.
211. ↑  ”Varoonegi (2016)”. Svensk Filmdatabas. http://www.svenskfilmdatabas.se/sv/item/?type=film&itemid=88793.
212. ↑  ”The Circle (2017)”. Internet Movie Database. http://www.imdb.com/title/tt4287320/.
213. ↑  ”The Circle (2017)”. Svensk Filmdatabas. http://www.svenskfilmdatabas.se/sv/item/?type=film&itemid=88831.
214. ↑  ”Darkland (2017)”. Internet Movie Database. http://www.imdb.com/title/tt5431082/.
215. ↑  ”Underverden (2017)”. Svensk Filmdatabas. http://www.svenskfilmdatabas.se/sv/item/?type=film&itemid=88832.
216. ↑  ”Frantz (2016)”. Internet Movie Database. http://www.imdb.com/title/tt5029608/.
217. ↑  ”Frantz (2016)”. Svensk Filmdatabas. http://www.svenskfilmdatabas.se/sv/item/?type=film&itemid=88833.
218. ↑  ”Malibu Road (2017)”. Internet Movie Database. http://www.imdb.com/title/tt2914760/.
219. ↑  ”Sleepless (2017)”. Internet Movie Database. http://www.imdb.com/title/tt2072233/.
220. ↑  ”Sleepless (2017)”. Svensk Filmdatabas. http://www.svenskfilmdatabas.se/sv/item/?type=film&itemid=88827.
221. ↑  ”Vad döljer du för mig? (2016)”. Internet Movie Database. http://www.imdb.com/title/tt4901306/.
222. ↑  ”Perfetti sconosciuti (2016)”. Svensk Filmdatabas. http://www.svenskfilmdatabas.se/sv/item/?type=film&itemid=88804.
223. ↑  ”King Arthur: Legend of the Sword (2017)”. Internet Movie Database. http://www.imdb.com/title/tt1972591/.
224. ↑  ”King Arthur: Legend of the Sword (2017)”. Svensk Filmdatabas. http://www.svenskfilmdatabas.se/sv/item/?type=film&itemid=88835.
225. ↑  ”Djävulens jungfru (2016)”. Internet Movie Database. http://www.imdb.com/title/tt4771956/.
226. ↑  ”Tulen morsian (2016)”. Svensk Filmdatabas. http://www.svenskfilmdatabas.se/sv/item/?type=film&itemid=80358.
227. ↑  ”Eternity (2016)”. Internet Movie Database. http://www.imdb.com/title/tt3564574/.
228. ↑  ”Éternité (2016)”. Svensk Filmdatabas. http://www.svenskfilmdatabas.se/sv/item/?type=film&itemid=88836.
229. ↑  ”Alien: Covenant (2017)”. Internet Movie Database. http://www.imdb.com/title/tt2316204/.
230. ↑  ”Alien: Covenant (2017)”. Svensk Filmdatabas. http://www.svenskfilmdatabas.se/sv/item/?type=film&itemid=89048.
231. ↑  ”Half Girlfriend (2017)”. Internet Movie Database. http://www.imdb.com/title/tt5474042/.
232. ↑  ”Milo - Månvaktaren (2014)”. Internet Movie Database. http://www.imdb.com/title/tt3858372/.
233. ↑  ”Mune, le gardien de la lune (2014)”. Svensk Filmdatabas. http://www.svenskfilmdatabas.se/sv/item/?type=film&itemid=89054.
234. ↑  ”The Promise (2016)”. Internet Movie Database. http://www.imdb.com/title/tt4776998/.
235. ↑  ”The Promise (2016)”. Svensk Filmdatabas. http://www.svenskfilmdatabas.se/sv/item/?type=film&itemid=89057.
236. ↑  ”Souvenir (2016)”. Internet Movie Database. http://www.imdb.com/title/tt2387692/.
237. ↑  ”Souvenir (2016)”. Svensk Filmdatabas. http://www.svenskfilmdatabas.se/sv/item/?type=film&itemid=89056.
238. ↑  ”Vår tid ska komma (2016)”. Internet Movie Database. http://www.imdb.com/title/tt4659056/.
239. ↑  ”Der kommer en dag (2016)”. Svensk Filmdatabas. http://www.svenskfilmdatabas.se/sv/item/?type=film&itemid=89053.
240. ↑  ”Pirates of the Caribbean: Salazar's Revenge (2017)”. Internet Movie Database. http://www.imdb.com/title/tt1790809/.
241. ↑  ”Pirates of the Caribbean: Dead Men Tell No Tales (2017)”. Svensk Filmdatabas. http://www.svenskfilmdatabas.se/sv/item/?type=film&itemid=89095.
242. ↑  ”Inte hela världen? (2016)”. Internet Movie Database. http://www.imdb.com/title/tt4645368/.
243. ↑  ”Juste la fin du monde (2016)”. Svensk Filmdatabas. http://www.svenskfilmdatabas.se/sv/item/?type=film&itemid=89107.
244. ↑  ”It Was Fifty Years Ago Today... Sgt Pepper and Beyond (2017)”. Internet Movie Database. http://www.imdb.com/title/tt6440916/.
245. ↑  ”Baywatch (2017)”. Internet Movie Database. http://www.imdb.com/title/tt1469304/.
246. ↑  ”Baywatch (2017)”. Svensk Filmdatabas. http://www.svenskfilmdatabas.se/sv/item/?type=film&itemid=89295.
247. ↑  ”Brev från månen (2016)”. Internet Movie Database. http://www.imdb.com/title/tt3794028/.
248. ↑  ”Mal de pierres (2016)”. Svensk Filmdatabas. http://www.svenskfilmdatabas.se/sv/item/?type=film&itemid=89309.
249. ↑  ”De vackra dagarna i Aranjuez (2016)”. Internet Movie Database. http://www.imdb.com/title/tt4715652/.
250. ↑  ”Les beaux jours d'Aranjuez (2016)”. Svensk Filmdatabas. http://www.svenskfilmdatabas.se/sv/item/?type=film&itemid=89308.
251. ↑  ”Song to Song (2017)”. Internet Movie Database. http://www.imdb.com/title/tt2062700/.
252. ↑  ”Song to Song (2017)”. Svensk Filmdatabas. http://www.svenskfilmdatabas.se/sv/item/?type=film&itemid=89311.
253. ↑  ”Wonder Woman (2017)”. Internet Movie Database. http://www.imdb.com/title/tt0451279/.
254. ↑  ”Wonder Woman (2017)”. Svensk Filmdatabas. http://www.svenskfilmdatabas.se/sv/item/?type=film&itemid=89310.
255. ↑  ”Brandman Sam - Varning för rymdisar! Filmen (2016)”. Internet Movie Database. http://www.imdb.com/title/tt6562798/.
256. ↑  ”Fireman Sam: Alien Alert! The Movie (2016)”. Svensk Filmdatabas. http://www.svenskfilmdatabas.se/sv/item/?type=film&itemid=89319.
257. ↑  ”Galna av lycka (2016)”. Internet Movie Database. http://www.imdb.com/title/tt4621872/.
258. ↑  ”La pazza gioia (2016)”. Svensk Filmdatabas. http://www.svenskfilmdatabas.se/sv/item/?type=film&itemid=89314.
259. ↑  ”Ingenting och allting (2017)”. Internet Movie Database. http://www.imdb.com/title/tt5001718/.
260. ↑  ”Everything, Everything (2017)”. Svensk Filmdatabas. http://www.svenskfilmdatabas.se/sv/item/?type=film&itemid=89312.
261. ↑  ”The Mummy (2017)”. Internet Movie Database. http://www.imdb.com/title/tt2345759/.
262. ↑  ”The Mummy (2017)”. Svensk Filmdatabas. http://www.svenskfilmdatabas.se/sv/item/?type=film&itemid=89316.
263. ↑  ”Vilse i Paris (2016)”. Internet Movie Database. http://www.imdb.com/title/tt2936884/.
264. ↑  ”Paris pieds nus (2017)”. Svensk Filmdatabas. http://www.svenskfilmdatabas.se/sv/item/?type=film&itemid=89322.
265. ↑  ”All Eyez on Me (2017)”. Internet Movie Database. http://www.imdb.com/title/tt1666185/.
266. ↑  ”All Eyez on Me (2017)”. Svensk Filmdatabas. http://www.svenskfilmdatabas.se/sv/item/?type=film&itemid=89325.
267. ↑  ”Rough Night (2017)”. Internet Movie Database. http://www.imdb.com/title/tt4799050/.
268. ↑  ”Rough Night (2017)”. Svensk Filmdatabas. http://www.svenskfilmdatabas.se/sv/item/?type=film&itemid=89326.
269. ↑  ”Tubelight (2017)”. Internet Movie Database. http://www.imdb.com/title/tt5882970/.
270. ↑  ”Transformers: The Last Knight (2017)”. Internet Movie Database. http://www.imdb.com/title/tt3371366/.
271. ↑  ”Transformers: The Last Knight (2017)”. Svensk Filmdatabas. http://www.svenskfilmdatabas.se/sv/item/?type=film&itemid=89372.
272. ↑  ”Dumma mej 3 (2017)”. Internet Movie Database. http://www.imdb.com/title/tt3469046/.
273. ↑  ”Despicable Me 3 (2017)”. Svensk Filmdatabas. http://www.svenskfilmdatabas.se/sv/item/?type=film&itemid=89405.
274. ↑  ”Heartstone (2016)”. Internet Movie Database. http://www.imdb.com/title/tt4613254/.
275. ↑  ”Hjartasteinn (2016)”. Svensk Filmdatabas. http://www.svenskfilmdatabas.se/sv/item/?type=film&itemid=89415.
276. ↑  ”It Comes at Night (2017)”. Internet Movie Database. http://www.imdb.com/title/tt4695012/.
277. ↑  ”It Comes At Night (2017)”. Svensk Filmdatabas. http://www.svenskfilmdatabas.se/sv/item/?type=film&itemid=89417.
278. ↑  ”Jordgubbslandet (2017)”. Internet Movie Database. http://www.imdb.com/title/tt4898602/.
279. ↑  ”Jordgubbslandet (2017)”. Svensk Filmdatabas. http://www.svenskfilmdatabas.se/sv/item/?type=film&itemid=76328.
280. ↑  ”Så länge hjärtat kan slå (2016)”. Internet Movie Database. http://www.imdb.com/title/tt5096536/.
281. ↑  ”Réparer les vivants (2016)”. Svensk Filmdatabas. http://www.svenskfilmdatabas.se/sv/item/?type=film&itemid=89416.
282. ↑  ”Spider-Man: Homecoming (2017)”. Internet Movie Database. http://www.imdb.com/title/tt2250912/.
283. ↑  ”Spider-Man: Homecoming (2017)”. Svensk Filmdatabas. http://www.svenskfilmdatabas.se/sv/item/?type=film&itemid=89418.
284. ↑  ”En Flodhäst i Tesalongen (2017)”. Internet Movie Database. http://www.imdb.com/title/tt3758708/.
285. ↑  ”The Hippopotamus (2017)”. Svensk Filmdatabas. http://www.svenskfilmdatabas.se/sv/item/?type=film&itemid=89464.
286. ↑  ”Fannys flykt (2016)”. Internet Movie Database. http://www.imdb.com/title/tt5038372/.
287. ↑  ”Le voyage de Fanny (2016)”. Svensk Filmdatabas. http://www.svenskfilmdatabas.se/sv/item/?type=film&itemid=89465.
288. ↑  ”War for the Planet of the Apes (2017)”. Internet Movie Database. http://www.imdb.com/title/tt3450958/.
289. ↑  ”War for the Planet of the Apes (2017)”. Svensk Filmdatabas. http://www.svenskfilmdatabas.se/sv/item/?type=film&itemid=89495.
290. ↑  ”Pingvinresan 2 (2017)”. Internet Movie Database. http://www.imdb.com/title/tt5852632/.
291. ↑  ”L'empereur (2017)”. Svensk Filmdatabas. http://www.svenskfilmdatabas.se/sv/item/?type=film&itemid=89497.
292. ↑  ”Tulip Fever (2017)”. Internet Movie Database. http://www.imdb.com/title/tt0491203/.
293. ↑  ”Tulip Fever (2017)”. Svensk Filmdatabas. http://www.svenskfilmdatabas.se/sv/item/?type=film&itemid=89498.
294. ↑  ”Wish Upon (2017)”. Internet Movie Database. http://www.imdb.com/title/tt5322012/.
295. ↑  ”Wish Upon (2017)”. Svensk Filmdatabas. http://www.svenskfilmdatabas.se/sv/item/?type=film&itemid=89499.
296. ↑  ”Dunkirk (2017)”. Internet Movie Database. http://www.imdb.com/title/tt5013056/.
297. ↑  ”Dunkirk (2017)”. Svensk Filmdatabas. http://www.svenskfilmdatabas.se/sv/item/?type=film&itemid=89502.
298. ↑  ”För min dotters skull (2016)”. Internet Movie Database. http://www.imdb.com/title/tt4228810/.
299. ↑  ”Au nom de ma fille (2016)”. Svensk Filmdatabas. http://www.svenskfilmdatabas.se/sv/item/?type=film&itemid=89503.
300. ↑  ”Kvinnan från Brest (2016)”. Internet Movie Database. http://www.imdb.com/title/tt5247544/.
301. ↑  ”La fille de Brest (2016)”. Svensk Filmdatabas. http://www.svenskfilmdatabas.se/sv/item/?type=film&itemid=89504.
302. ↑  ”Baby Driver (2017)”. Internet Movie Database. http://www.imdb.com/title/tt3890160/.
303. ↑  ”Baby Driver (2017)”. Svensk Filmdatabas. http://www.svenskfilmdatabas.se/sv/item/?type=film&itemid=89505.
304. ↑  ”Atomic Blonde (2017)”. Internet Movie Database. http://www.imdb.com/title/tt2406566/.
305. ↑  ”Atomic Blonde (2017)”. Svensk Filmdatabas. http://www.svenskfilmdatabas.se/sv/item/?type=film&itemid=89506.
306. ↑  ”Bigfoot Junior (2017)”. Internet Movie Database. http://www.imdb.com/title/tt5715410/.
307. ↑  ”The Son of Bigfoot (2017)”. Svensk Filmdatabas. http://www.svenskfilmdatabas.se/sv/item/?type=film&itemid=89507.
308. ↑  ”Hemma i Hampstead (2017)”. Internet Movie Database. http://www.imdb.com/title/tt5153236/.
309. ↑  ”Hampstead (2017)”. Svensk Filmdatabas. http://www.svenskfilmdatabas.se/sv/item/?type=film&itemid=89508.
310. ↑  ”Maudie (2016)”. Internet Movie Database. http://www.imdb.com/title/tt3721954/.
311. ↑  ”Maudie (2017)”. Svensk Filmdatabas. http://www.svenskfilmdatabas.se/sv/item/?type=film&itemid=89509.
312. ↑  ”Pop Aye (2017)”. Internet Movie Database. http://www.imdb.com/title/tt3740066/.
313. ↑  ”Pop Aye (2017)”. Svensk Filmdatabas. http://www.svenskfilmdatabas.se/sv/item/?type=film&itemid=89510.
314. ↑  ”Valerian and the City of a Thousand Planets (2017)”. Internet Movie Database. http://www.imdb.com/title/tt2239822/.
315. ↑  ”Valerian and the City of a Thousand Planets (2017)”. Svensk Filmdatabas. http://www.svenskfilmdatabas.se/sv/item/?type=film&itemid=89511.
316. ↑  ”I morgon börjar allt (2016)”. Internet Movie Database. http://www.imdb.com/title/tt5078204/.
317. ↑  ”Demain tout commence (2016)”. Svensk Filmdatabas. http://www.svenskfilmdatabas.se/sv/item/?type=film&itemid=89512.
318. ↑  ”Jab Harry met Sejal (2017)”. Internet Movie Database. http://www.imdb.com/title/tt5997666/.
319. ↑  ”Kedi (2016)”. Internet Movie Database. http://www.imdb.com/title/tt4420704/.
320. ↑  ”Kedi (2017)”. Svensk Filmdatabas. http://www.svenskfilmdatabas.se/sv/item/?type=film&itemid=89513.
321. ↑  ”Table 19 (2017)”. Internet Movie Database. http://www.imdb.com/title/tt1412528/.
322. ↑  ”Table 19 (2017)”. Svensk Filmdatabas. http://www.svenskfilmdatabas.se/sv/item/?type=film&itemid=91172.
323. ↑  ”Annabelle 2 (2017)”. Internet Movie Database. http://www.imdb.com/title/tt5140878/.
324. ↑  ”Annabelle: Creation (2017)”. Svensk Filmdatabas. http://www.svenskfilmdatabas.se/sv/item/?type=film&itemid=91177.
325. ↑  ”The Emoji Movie (2017)”. Internet Movie Database. http://www.imdb.com/title/tt4877122/.
326. ↑  ”The Emoji Movie (2017)”. Svensk Filmdatabas. http://www.svenskfilmdatabas.se/sv/item/?type=film&itemid=91179.
327. ↑  ”Barnmorskan (2017)”. Internet Movie Database. http://www.imdb.com/title/tt5348236/.
328. ↑  ”Sage femme (2017)”. Svensk Filmdatabas. http://www.svenskfilmdatabas.se/sv/item/?type=film&itemid=91180.
329. ↑  ”Farväl Europa (2016)”. Internet Movie Database. http://www.imdb.com/title/tt3397160/.
330. ↑  ”Vor der Morgenröte (2016)”. Svensk Filmdatabas. http://www.svenskfilmdatabas.se/sv/item/?type=film&itemid=91181.
331. ↑  ”Oskars Amerika (2017)”. Internet Movie Database. http://www.imdb.com/title/tt5723028/.
332. ↑  ”Oskars Amerika (2017)”. Svensk Filmdatabas. http://www.svenskfilmdatabas.se/sv/item/?type=film&itemid=91185.
333. ↑  ”The Trip to Spain (2017)”. Internet Movie Database. http://www.imdb.com/title/tt6193424/.
334. ↑  ”The Trip to Spain (2017)”. Svensk Filmdatabas. http://www.svenskfilmdatabas.se/sv/item/?type=film&itemid=91188.
335. ↑  ”The Dark Tower (2017)”. Internet Movie Database. http://www.imdb.com/title/tt1648190/.
336. ↑  ”The Dark Tower (2017)”. Svensk Filmdatabas. http://www.svenskfilmdatabas.se/sv/item/?type=film&itemid=91199.
337. ↑  ”Superswede (2017)”. Internet Movie Database. http://www.imdb.com/title/tt6047030/.
338. ↑  ”Superswede (2017)”. Svensk Filmdatabas. http://www.svenskfilmdatabas.se/sv/item/?type=film&itemid=85943.
339. ↑  ”The Hitman's Bodyguard (2017)”. Internet Movie Database. http://www.imdb.com/title/tt1959563/.
340. ↑  ”The Hitman's Bodyguard (2017)”. Svensk Filmdatabas. http://www.svenskfilmdatabas.se/sv/item/?type=film&itemid=91203.
341. ↑  ”Paris Can Wait (2016)”. Internet Movie Database. http://www.imdb.com/title/tt4429194/.
342. ↑  ”Bonjour Anne (2016)”. Svensk Filmdatabas. http://www.svenskfilmdatabas.se/sv/item/?type=film&itemid=91201.
343. ↑  ”American Made (2017)”. Internet Movie Database. http://www.imdb.com/title/tt3532216/.
344. ↑  ”American Made (2017)”. Svensk Filmdatabas. http://www.svenskfilmdatabas.se/sv/item/?type=film&itemid=91206.
345. ↑  ”Logan Lucky (2017)”. Internet Movie Database. http://www.imdb.com/title/tt5439796/.
346. ↑  ”Logan Lucky (2017)”. Svensk Filmdatabas. http://www.svenskfilmdatabas.se/sv/item/?type=film&itemid=91204.
347. ↑  ”My Cousin Rachel (2017)”. Internet Movie Database. http://www.imdb.com/title/tt4411596/.
348. ↑  ”My Cousin Rachel (2017)”. Svensk Filmdatabas. http://www.svenskfilmdatabas.se/sv/item/?type=film&itemid=91210.
349. ↑  ”Ouaga Girls (2017)”. Internet Movie Database. http://www.imdb.com/title/tt6107396/.
350. ↑  ”Ouaga Girls (2017)”. Svensk Filmdatabas. http://www.svenskfilmdatabas.se/sv/item/?type=film&itemid=79587.
351. ↑  ”The Square (2017)”. Internet Movie Database. http://www.imdb.com/title/tt4995790/.
352. ↑  ”The Square (2017)”. Svensk Filmdatabas. http://www.svenskfilmdatabas.se/sv/item/?type=film&itemid=80339.
353. ↑  ”Becker - Kungen av Tingsryd (2017)”. Internet Movie Database. http://www.imdb.com/title/tt5879988/.
354. ↑  ”Becker - Kungen av Tingsryd (2017)”. Svensk Filmdatabas. http://www.svenskfilmdatabas.se/sv/item/?type=film&itemid=79660.
355. ↑  ”Bilar 3 (2017)”. Internet Movie Database. http://www.imdb.com/title/tt3606752/.
356. ↑  ”Cars 3 (2017)”. Svensk Filmdatabas. http://www.svenskfilmdatabas.se/sv/item/?type=film&itemid=91282.
357. ↑  ”De bedragna (2017)”. Internet Movie Database. http://www.imdb.com/title/tt5592248/.
358. ↑  ”The Beguiled (2017)”. Svensk Filmdatabas. http://www.svenskfilmdatabas.se/sv/item/?type=film&itemid=91283.
359. ↑  ”Fragment av en kvinna (2016)”. Internet Movie Database. http://www.imdb.com/title/tt4746516/.
360. ↑  ”Orpheline (2017)”. Svensk Filmdatabas. http://www.svenskfilmdatabas.se/sv/item/?type=film&itemid=91284.
361. ↑  ”Borg/McEnroe (2017)”. Internet Movie Database. http://www.imdb.com/title/tt5727282/.
362. ↑  ”Borg (2017)”. Svensk Filmdatabas. http://www.svenskfilmdatabas.se/sv/item/?type=film&itemid=81792.
363. ↑  ”Detroit (2017)”. Internet Movie Database. http://www.imdb.com/title/tt5390504/.
364. ↑  ”Detroit (2017)”. Svensk Filmdatabas. http://www.svenskfilmdatabas.se/sv/item/?type=film&itemid=91290.
365. ↑  ”Good Time (2017)”. Internet Movie Database. http://www.imdb.com/title/tt4846232/.
366. ↑  ”Good Time (2017)”. Svensk Filmdatabas. http://www.svenskfilmdatabas.se/sv/item/?type=film&itemid=91292.
367. ↑  ”Lady M (2016)”. Internet Movie Database. http://www.imdb.com/title/tt4291600/.
368. ↑  ”Lady Macbeth (2017)”. Svensk Filmdatabas. http://www.svenskfilmdatabas.se/sv/item/?type=film&itemid=91291.
369. ↑  ”The Man with the Iron Heart (2017)”. Internet Movie Database. http://www.imdb.com/title/tt3296908/.
370. ↑  ”HHhH (2017)”. Svensk Filmdatabas. http://www.svenskfilmdatabas.se/sv/item/?type=film&itemid=91286.
371. ↑  ”Sleight (2016)”. Internet Movie Database. http://www.imdb.com/title/tt4573516/.
372. ↑  ”Sleight (2016)”. Svensk Filmdatabas. http://www.svenskfilmdatabas.se/sv/item/?type=film&itemid=91293.
373. ↑  ”Trafikljusen blir blå imorgon (2017)”. Svensk Filmdatabas. http://www.svenskfilmdatabas.se/sv/item/?type=film&itemid=78671.
374. ↑  ”Det (2017)”. Internet Movie Database. http://www.imdb.com/title/tt1396484/.
375. ↑  ”It (2017)”. Svensk Filmdatabas. http://www.svenskfilmdatabas.se/sv/item/?type=film&itemid=91294.
376. ↑  ”American Assassin (2017)”. Internet Movie Database. http://www.imdb.com/title/tt1961175/.
377. ↑  ”American Assassin (2017)”. Svensk Filmdatabas. http://www.svenskfilmdatabas.se/sv/item/?type=film&itemid=91311.
378. ↑  ”The Big Sick (2017)”. Internet Movie Database. http://www.imdb.com/title/tt5462602/.
379. ↑  ”The Big Sick (2017)”. Svensk Filmdatabas. http://www.svenskfilmdatabas.se/sv/item/?type=film&itemid=91313.
380. ↑  ”Clash (2016)”. Internet Movie Database. http://www.imdb.com/title/tt5599692/.
381. ↑  ”Eshtebak (2016)”. Svensk Filmdatabas. http://www.svenskfilmdatabas.se/sv/item/?type=film&itemid=91312.
382. ↑  ”Silvana - väck mig när ni vaknat (2017)”. Internet Movie Database. http://www.imdb.com/title/tt6964150/.
383. ↑  ”Silvana - väck mig när ni vaknat (2017)”. Svensk Filmdatabas. http://www.svenskfilmdatabas.se/sv/item/?type=film&itemid=81427.
384. ↑  ”Tillbaka till Montauk (2017)”. Internet Movie Database. http://www.imdb.com/title/tt5247776/.
385. ↑  ”Return to Montauk (2017)”. Svensk Filmdatabas. http://www.svenskfilmdatabas.se/sv/item/?type=film&itemid=91314.
386. ↑  ”Kingsman: The Golden Circle (2017)”. Internet Movie Database. http://www.imdb.com/title/tt4649466/.
387. ↑  ”Kingsman: The Golden Circle (2017)”. Svensk Filmdatabas. http://www.svenskfilmdatabas.se/sv/item/?type=film&itemid=91351.
388. ↑  ”The LEGO Ninjago Movie (2017)”. Internet Movie Database. http://www.imdb.com/title/tt3014284/.
389. ↑  ”The Lego Ninjago Movie (2017)”. Svensk Filmdatabas. http://www.svenskfilmdatabas.se/sv/item/?type=film&itemid=91450.
390. ↑  ”Neruda (2016)”. Internet Movie Database. http://www.imdb.com/title/tt4698584/.
391. ↑  ”Neruda (2016)”. Svensk Filmdatabas. http://www.svenskfilmdatabas.se/sv/item/?type=film&itemid=91380.
392. ↑  ”Om själ och kropp (2017)”. Internet Movie Database. http://www.imdb.com/title/tt5607714/.
393. ↑  ”Teströl és lélekröl (2017)”. Svensk Filmdatabas. http://www.svenskfilmdatabas.se/sv/item/?type=film&itemid=91352.
394. ↑  ”On the Milky Road (2016)”. Internet Movie Database. http://www.imdb.com/title/tt2800340/.
395. ↑  ”Na mlečnom putu (2016)”. Svensk Filmdatabas. http://www.svenskfilmdatabas.se/sv/item/?type=film&itemid=91405.
396. ↑  ”Verónica (2017)”. Internet Movie Database. http://www.imdb.com/title/tt5862312/.
397. ↑  ”Verónica (2017)”. Svensk Filmdatabas. http://www.svenskfilmdatabas.se/sv/item/?type=film&itemid=91451.
398. ↑  ”Victoria and Abdul (2017)”. Internet Movie Database. http://www.imdb.com/title/tt5816682/.
399. ↑  ”Victoria and Abdul (2017)”. Svensk Filmdatabas. http://www.svenskfilmdatabas.se/sv/item/?type=film&itemid=91452.
400. ↑  ”Ce qui nous lie (2017)”. Internet Movie Database. http://www.imdb.com/title/tt5247704/.
401. ↑  ”Ce qui nous lie (2017)”. Svensk Filmdatabas. http://www.svenskfilmdatabas.se/sv/item/?type=film&itemid=91453.
402. ↑  ”Ballerinan och uppfinnaren (2016)”. Internet Movie Database. http://www.imdb.com/title/tt2261287/.
403. ↑  ”Ballerina (2016)”. Svensk Filmdatabas. http://www.svenskfilmdatabas.se/sv/item/?type=film&itemid=91488.
404. ↑  ”City of Ghosts (2017)”. Internet Movie Database. http://www.imdb.com/title/tt6333056/.
405. ↑  ”City of Ghosts (2017)”. Svensk Filmdatabas. http://www.svenskfilmdatabas.se/sv/item/?type=film&itemid=91285.
406. ↑  ”En kvinnas liv (2016)”. Internet Movie Database. http://www.imdb.com/title/tt5078134/.
407. ↑  ”Une vie (2016)”. Svensk Filmdatabas. http://www.svenskfilmdatabas.se/sv/item/?type=film&itemid=91461.
408. ↑  ”Girls Trip (2017)”. Internet Movie Database. http://www.imdb.com/title/tt3564472/.
409. ↑  ”Girls Trip”. Svensk Filmdatabas. http://www.svenskfilmdatabas.se/sv/item/?type=film&itemid=91464.
410. ↑  ”Judwaa 2 (2017)”. Internet Movie Database. http://www.imdb.com/title/tt5456546/.
411. ↑  ”Mother! (2017)”. Internet Movie Database. http://www.imdb.com/title/tt5109784/.
412. ↑  ”Mother! (2017)”. Svensk Filmdatabas. http://www.svenskfilmdatabas.se/sv/item/?type=film&itemid=91463.
413. ↑  ”The Nile Hilton Incident (2017)”. Internet Movie Database. http://www.imdb.com/title/tt5540188/.
414. ↑  ”The Nile Hilton Incident (2016)”. Svensk Filmdatabas. http://www.svenskfilmdatabas.se/sv/item/?type=film&itemid=72723.
415. ↑  ”Villebråd (2017)”. Internet Movie Database. http://www.imdb.com/title/tt5328350/.
416. ↑  ”Pokot (2017)”. Svensk Filmdatabas. http://www.svenskfilmdatabas.se/sv/item/?type=film&itemid=91462.
417. ↑  ”Blade Runner 2049 (2017)”. Internet Movie Database. http://www.imdb.com/title/tt1856101/.
418. ↑  ”Blade Runner 2049 (2017)”. Svensk Filmdatabas. http://www.svenskfilmdatabas.se/sv/item/?type=film&itemid=91584.
419. ↑  ”Bobbi Jene (2017)”. Internet Movie Database. http://www.imdb.com/title/tt6082630/.
420. ↑  ”Bobbi Jene (2017)”. Svensk Filmdatabas. http://www.svenskfilmdatabas.se/sv/item/?type=film&itemid=82561.
421. ↑  ”Winnerbäck - Ett slags liv (2017)”. Internet Movie Database. http://www.imdb.com/title/tt7271808/.
422. ↑  ”Winnerbäck - ett slags liv (2017)”. Svensk Filmdatabas. http://www.svenskfilmdatabas.se/sv/item/?type=film&itemid=91174.
423. ↑  ”Cloudboy (2017)”. Internet Movie Database. http://www.imdb.com/title/tt4692646/.
424. ↑  ”Cloudboy (2017)”. Svensk Filmdatabas. http://www.svenskfilmdatabas.se/sv/item/?type=film&itemid=91595.
425. ↑  ”50 vårar (2017)”. Internet Movie Database. http://www.imdb.com/title/tt5628792/.
426. ↑  ”Aurore (2017)”. Svensk Filmdatabas. http://www.svenskfilmdatabas.se/sv/item/?type=film&itemid=91597.
427. ↑  ”Home Again - Kärleken flyttar in (2017)”. Internet Movie Database. http://www.imdb.com/title/tt5719700/.
428. ↑  ”Home Again (2017)”. Svensk Filmdatabas. http://www.svenskfilmdatabas.se/sv/item/?type=film&itemid=91636.
429. ↑  ”Korparna: Ravens (2017)”. Internet Movie Database. http://www.imdb.com/title/tt5752524/.
430. ↑  ”Korparna (2017)”. Svensk Filmdatabas. http://www.svenskfilmdatabas.se/sv/item/?type=film&itemid=77992.
431. ↑  ”The Snowman (2017)”. Internet Movie Database. http://www.imdb.com/title/tt1758810/.
432. ↑  ”The Snowman (2017)”. Svensk Filmdatabas. http://www.svenskfilmdatabas.se/sv/item/?type=film&itemid=91598.
433. ↑  ”Himlens mörkrum (2017)”. Internet Movie Database. http://www.imdb.com/title/tt7573012/.
434. ↑  ”Himlens mörkrum (2017)”. Svensk Filmdatabas. http://www.svenskfilmdatabas.se/sv/item/?type=film&itemid=91671.
435. ↑  ”Secret Superstar (2017)”. Internet Movie Database. http://www.imdb.com/title/tt6108090/.
436. ↑  ”Geostorm (2017)”. Internet Movie Database. http://www.imdb.com/title/tt1981128/.
437. ↑  ”Geostorm (2017)”. Svensk Filmdatabas. http://www.svenskfilmdatabas.se/sv/item/?type=film&itemid=91858.
438. ↑  ”Happy Death Day (2017)”. Internet Movie Database. http://www.imdb.com/title/tt5308322/.
439. ↑  ”Happy Death Day (2017)”. Svensk Filmdatabas. http://www.svenskfilmdatabas.se/sv/item/?type=film&itemid=91860.
440. ↑  ”Herr och fru Adelman (2017)”. Internet Movie Database. http://www.imdb.com/title/tt6095616/.
441. ↑  ”Mr & Mme Adelman (2017)”. Svensk Filmdatabas. http://www.svenskfilmdatabas.se/sv/item/?type=film&itemid=91861.
442. ↑  ”Loving Vincent (2017)”. Internet Movie Database. http://www.imdb.com/title/tt3262342/.
443. ↑  ”Loving Vincent (2017)”. Svensk Filmdatabas. http://www.svenskfilmdatabas.se/sv/item/?type=film&itemid=91862.
444. ↑  ”My Little Pony: The Movie (2017)”. Internet Movie Database. http://www.imdb.com/title/tt4131800/.
445. ↑  ”My Little Pony: The Movie (2017)”. Svensk Filmdatabas. http://www.svenskfilmdatabas.se/sv/item/?type=film&itemid=91859.
446. ↑  ”Shapeshifters (2017)”. Internet Movie Database. http://www.imdb.com/title/tt6875152/.
447. ↑  ”Shapeshifters (2017)”. Svensk Filmdatabas. http://www.svenskfilmdatabas.se/sv/item/?type=film&itemid=80638.
448. ↑  ”Tiden före oss (2016)”. Internet Movie Database. http://www.imdb.com/title/tt5175274/.
449. ↑  ”Le passé devant nous (2016)”. Svensk Filmdatabas. http://www.svenskfilmdatabas.se/sv/item/?type=film&itemid=91863.
450. ↑  ”Vilken jävla cirkus (2017)”. Internet Movie Database. http://www.imdb.com/title/tt7160394/.
451. ↑  ”Vilken jävla cirkus (2017)”. Svensk Filmdatabas. http://www.svenskfilmdatabas.se/sv/item/?type=film&itemid=69811.
452. ↑  ”Wolf and Sheep (2016)”. Internet Movie Database. http://www.imdb.com/title/tt5093990/.
453. ↑  ”Wolf and Sheep (2016)”. Svensk Filmdatabas. http://www.svenskfilmdatabas.se/sv/item/?type=film&itemid=81507.
454. ↑  ”Den syriska förlovningsringen (2016)”. Internet Movie Database. http://www.imdb.com/title/tt6359118/.
455. ↑  ”Mahbas (2016)”. Svensk Filmdatabas. http://www.svenskfilmdatabas.se/sv/item/?type=film&itemid=92047.
456. ↑  ”Star Boys (2017)”. Internet Movie Database. http://www.imdb.com/title/tt5716438/.
457. ↑  ”Avicii: True Stories (2017)”. Internet Movie Database. http://www.imdb.com/title/tt7357302/.
458. ↑  ”Avicii: True Stories (2017)”. Svensk Filmdatabas. http://www.svenskfilmdatabas.se/sv/item/?type=film&itemid=91867.
459. ↑  ”Den stora nötkuppen 2 (2017)”. Internet Movie Database. http://www.imdb.com/title/tt3486626/.
460. ↑  ”The Nut Job 2: Nutty by Nature (2017)”. Svensk Filmdatabas. http://www.svenskfilmdatabas.se/sv/item/?type=film&itemid=92043.
461. ↑  ”Jigsaw (2017)”. Internet Movie Database. http://www.imdb.com/title/tt3348730/.
462. ↑  ”Jigsaw (2017)”. Svensk Filmdatabas. http://www.svenskfilmdatabas.se/sv/item/?type=film&itemid=92044.
463. ↑  ”Krig (2017)”. Internet Movie Database. http://www.imdb.com/title/tt6288158/.
464. ↑  ”Krig (2017)”. Svensk Filmdatabas. http://www.svenskfilmdatabas.se/sv/item/?type=film&itemid=79700.
465. ↑  ”Lucky (2017)”. Internet Movie Database. http://www.imdb.com/title/tt5859238/.
466. ↑  ”Lucky (2017)”. Svensk Filmdatabas. http://www.svenskfilmdatabas.se/sv/item/?type=film&itemid=92045.
467. ↑  ”Thor: Ragnarök (2017)”. Internet Movie Database. http://www.imdb.com/title/tt3501632/.
468. ↑  ”Thor: Ragnarok (2017)”. Svensk Filmdatabas. http://www.svenskfilmdatabas.se/sv/item/?type=film&itemid=92046.
469. ↑  ”Bad Moms 2 (2017)”. Internet Movie Database. http://www.imdb.com/title/tt6359956/.
470. ↑  ”Bad Moms 2 (2017)”. Svensk Filmdatabas. http://www.svenskfilmdatabas.se/sv/item/?type=film&itemid=614931.
471. ↑  ”Django (2017)”. Internet Movie Database. http://www.imdb.com/title/tt6247936/.
472. ↑  ”Django (2017)”. Svensk Filmdatabas. http://www.svenskfilmdatabas.se/sv/item/?type=film&itemid=92067.
473. ↑  ”The Glass Castle (2017)”. Internet Movie Database. http://www.imdb.com/title/tt2378507/.
474. ↑  ”The Glass Castle (2017)”. Svensk Filmdatabas. http://www.svenskfilmdatabas.se/sv/item/?type=film&itemid=92066.
475. ↑  ”Ingen tid för kärlek (2017)”. Internet Movie Database. http://www.imdb.com/title/tt7585614/.
476. ↑  ”Ingen tid för kärlek - en film om Johnny Bode (2017)”. Svensk Filmdatabas. http://www.svenskfilmdatabas.se/sv/item/?type=film&itemid=88556.
477. ↑  ”Marshall (2017)”. Internet Movie Database. http://www.imdb.com/title/tt5301662/.
478. ↑  ”Marshall (2017)”. Svensk Filmdatabas. http://www.svenskfilmdatabas.se/sv/item/?type=film&itemid=92069.
479. ↑  ”All Inclusive (2017)”. Internet Movie Database. http://www.imdb.com/title/tt6433886/.
480. ↑  ”All Inclusive (2017)”. Svensk Filmdatabas. http://www.svenskfilmdatabas.se/sv/item/?type=film&itemid=82811.
481. ↑  ”Paddington 2 (2017)”. Internet Movie Database. http://www.imdb.com/title/tt4468740/.
482. ↑  ”Paddington 2 (2017)”. Svensk Filmdatabas. http://www.svenskfilmdatabas.se/sv/item/?type=film&itemid=614885.
483. ↑  ”Justice League (2017)”. Internet Movie Database. http://www.imdb.com/title/tt0974015/.
484. ↑  ”Justice League (2017)”. Svensk Filmdatabas. http://www.svenskfilmdatabas.se/sv/item/?type=film&itemid=614949.
485. ↑  ”En obekväm uppföljare (2017)”. Internet Movie Database. http://www.imdb.com/title/tt6322922/.
486. ↑  ”En obekväm uppföljare (2017)”. Svensk Filmdatabas. http://www.svenskfilmdatabas.se/sv/item/?type=film&itemid=614892.
487. ↑  ”The Foreigner (2017)”. Internet Movie Database. http://www.imdb.com/title/tt1615160/.
488. ↑  ”The Foreigner (2017)”. Svensk Filmdatabas. http://www.svenskfilmdatabas.se/sv/item/?type=film&itemid=615015.
489. ↑  ”Thelma (2017)”. Internet Movie Database. http://www.imdb.com/title/tt6304046/.
490. ↑  ”Thelma (2017)”. Svensk Filmdatabas. http://www.svenskfilmdatabas.se/sv/item/?type=film&itemid=85694.
491. ↑  ”Den eviga vägen (2017)”. Internet Movie Database. http://www.imdb.com/title/tt4173170/.
492. ↑  ”Breathe (2017)”. Internet Movie Database. http://www.imdb.com/title/tt5716464/.
493. ↑  ”Breathe (2017)”. Svensk Filmdatabas. http://www.svenskfilmdatabas.se/sv/item/?type=film&itemid=615156.
494. ↑  ”Daddy's Home 2 (2017)”. Internet Movie Database. http://www.imdb.com/title/tt5657846/.
495. ↑  ”Daddy's Home 2 (2017)”. Svensk Filmdatabas. http://www.svenskfilmdatabas.se/sv/item/?type=film&itemid=615163.
496. ↑  ”God's Own Country (2017)”. Internet Movie Database. http://www.imdb.com/title/tt5635086/.
497. ↑  ”God's Own Country (2017)”. Svensk Filmdatabas. http://www.svenskfilmdatabas.se/sv/item/?type=film&itemid=615159.
498. ↑  ”Hobbyhorse Revolution (2017)”. Internet Movie Database. http://www.imdb.com/title/tt6150944/.
499. ↑  ”Hobbyhorse Revolution (2017)”. Svensk Filmdatabas. http://www.svenskfilmdatabas.se/sv/item/?type=film&itemid=83230.
500. ↑  ”Mordet på Orientexpressen (2017)”. Internet Movie Database. http://www.imdb.com/title/tt3402236/.
501. ↑  ”Mordet på Orientexpressen (2017)”. Svensk Filmdatabas. http://www.svenskfilmdatabas.se/sv/item/?type=film&itemid=615161.
502. ↑  ”120 slag i minuten (2017)”. Internet Movie Database. http://www.imdb.com/title/tt6135348/.
503. ↑  ”120 slag i minuten (2017)”. Svensk Filmdatabas. http://www.svenskfilmdatabas.se/sv/item/?type=film&itemid=615230.
504. ↑  ”Botoks (2017)”. Internet Movie Database. http://www.imdb.com/title/tt7250358/.
505. ↑  ”Botoks (2017)”. Svensk Filmdatabas. http://www.svenskfilmdatabas.se/sv/item/?type=film&itemid=615233.
506. ↑  ”Friend Request (2016)”. Internet Movie Database. http://www.imdb.com/title/tt3352390/.
507. ↑  ”Friend Request (2016)”. Svensk Filmdatabas. http://www.svenskfilmdatabas.se/sv/item/?type=film&itemid=615239.
508. ↑  ”Human Flow (2017)”. Internet Movie Database. http://www.imdb.com/title/tt6573444/.
509. ↑  ”Human Flow (2017)”. Svensk Filmdatabas. http://www.svenskfilmdatabas.se/sv/item/?type=film&itemid=614923.
510. ↑  ”Rodin (2017)”. Internet Movie Database. http://www.imdb.com/title/tt5771710/.
511. ↑  ”Rodin (2017)”. Svensk Filmdatabas. http://www.svenskfilmdatabas.se/sv/item/?type=film&itemid=615258.
512. ↑  ”Solsidan (2017)”. Internet Movie Database. http://www.imdb.com/title/tt7279180/.
513. ↑  ”Solsidan (2017)”. Svensk Filmdatabas. http://www.svenskfilmdatabas.se/sv/item/?type=film&itemid=88615.
514. ↑  ”Trollvinter i Mumindalen (2017)”. Internet Movie Database. http://www.imdb.com/title/tt6315872/.
515. ↑  ”Trollvinter i Mumindalen (2017)”. Svensk Filmdatabas. http://www.svenskfilmdatabas.se/sv/item/?type=film&itemid=615260.
516. ↑  ”Okänd soldat (2017)”. Internet Movie Database. http://www.imdb.com/title/tt4065552/.
517. ↑  ”Okänd soldat (2017)”. Svensk Filmdatabas. http://www.svenskfilmdatabas.se/sv/item/?type=film&itemid=615347.
518. ↑  ”Churchill (2017)”. Internet Movie Database. http://www.imdb.com/title/tt2674454/.
519. ↑  ”Churchill (2017)”. Svensk Filmdatabas. http://www.svenskfilmdatabas.se/sv/item/?type=film&itemid=615357.
520. ↑  ”Listy do M. 3 (2017)”. Internet Movie Database. http://www.imdb.com/title/tt7128042/.
521. ↑  ”Listy do M3 (2017)”. Svensk Filmdatabas. http://www.svenskfilmdatabas.se/sv/item/?type=film&itemid=615363.
522. ↑  ”Menashe (2017)”. Internet Movie Database. http://www.imdb.com/title/tt6333086/.
523. ↑  ”Menashe (2017)”. Svensk Filmdatabas. http://www.svenskfilmdatabas.se/sv/item/?type=film&itemid=615372.
524. ↑  ”Professor Marston and the Wonder Women (2017)”. Internet Movie Database. http://www.imdb.com/title/tt6133130/.
525. ↑  ”Professor Marston and the Wonder Women (2017)”. Svensk Filmdatabas. http://www.svenskfilmdatabas.se/sv/item/?type=film&itemid=615376.
526. ↑  ”Skönheten och odjuren (2017)”. Internet Movie Database. http://www.imdb.com/title/tt6776572/.
527. ↑  ”Skönheten och odjuren (2017)”. Svensk Filmdatabas. http://www.svenskfilmdatabas.se/sv/item/?type=film&itemid=615374.
528. ↑  ”Suburbicon (2017)”. Internet Movie Database. http://www.imdb.com/title/tt0491175/.
529. ↑  ”Suburbicon (2017)”. Svensk Filmdatabas. http://www.svenskfilmdatabas.se/sv/item/?type=film&itemid=615391.
530. ↑  ”Star Wars: The Last Jedi (2017)”. Internet Movie Database. http://www.imdb.com/title/tt2527336/.
531. ↑  ”Star Wars: The Last Jedi (2017)”. Svensk Filmdatabas. http://www.svenskfilmdatabas.se/sv/item/?type=film&itemid=615562.
532. ↑  ”Call Me by Your Name (2017)”. Internet Movie Database. http://www.imdb.com/title/tt5726616/.
533. ↑  ”Call Me by Your Name (2017)”. Svensk Filmdatabas. http://www.svenskfilmdatabas.se/sv/item/?type=film&itemid=615864.
534. ↑  ”Gordon och Paddy (2017)”. Internet Movie Database. http://www.imdb.com/title/tt7328956/.
535. ↑  ”Gordon och Paddy (2017)”. Svensk Filmdatabas. http://www.svenskfilmdatabas.se/sv/item/?type=film&itemid=80413.
536. ↑  ”Jumanji: Welcome to the Jungle (2017)”. Internet Movie Database. http://www.imdb.com/title/tt2283362/.
537. ↑  ”Jumanji: Welcome to the Jungle (2017)”. Svensk Filmdatabas. http://www.svenskfilmdatabas.se/sv/item/?type=film&itemid=615874.
538. ↑  ”Monky (2017)”. Internet Movie Database. http://www.imdb.com/title/tt6184194/.
539. ↑  ”Monky (2017)”. Svensk Filmdatabas. http://www.svenskfilmdatabas.se/sv/item/?type=film&itemid=76636.
540. ↑  ”Tjuren Ferdinand (2017)”. Internet Movie Database. http://www.imdb.com/title/tt3411444/.
541. ↑  ”Tjuren Ferdinand (2017)”. Svensk Filmdatabas. http://www.svenskfilmdatabas.se/sv/item/?type=film&itemid=615882.
542. ↑  ”Wonder Wheel (2017)”. Internet Movie Database. http://www.imdb.com/title/tt5825380/.
543. ↑  ”Wonder Wheel (2017)”. Svensk Filmdatabas. http://www.svenskfilmdatabas.se/sv/item/?type=film&itemid=615884.
544. ↑  ”The Greatest Showman (2017)”. Internet Movie Database. http://www.imdb.com/title/tt1485796/.
545. ↑  ”The Greatest Showman (2017)”. Svensk Filmdatabas. http://www.svenskfilmdatabas.se/sv/item/?type=film&itemid=615928.
546. ↑  ”Let the Sunshine In (2017)”. Internet Movie Database. http://www.imdb.com/title/tt6423776/.
547. ↑  ”Let the Sunshine In (2017)”. Svensk Filmdatabas. http://www.svenskfilmdatabas.se/sv/item/?type=film&itemid=615926.
548. ↑  ”Om Puri: Veteran Indian actor dies aged 66” (på engelska). BBC. 6 januari 2017. http://www.bbc.com/news/world-asia-india-38527232. Läst 6 januari 2017.
549. ↑  Byrge, Duane; Nordyke, Kimberly. ”Jonathan Demme, Oscar-Winning Director of 'Silence of the Lambs,' Dies at 73” (på engelska). The Hollywood Reporter. http://www.hollywoodreporter.com/news/jonathan-demme-dead-silence-lambs-director-was-73-997623. Läst 26 april 2017.
550. ↑  Rubin, Rebecca (18 juli 2017). ”Harvey Atkin, ‘Cagney & Lacey’ and ‘Meatballs’ Actor, Dies at 74”. Variety. http://variety.com/2017/film/news/harvey-atkin-dead-dies-cagney-and-lacey-meatballs-1202498945/. Läst 19 juli 2017.
551. ↑  ”'Home Alone' Dad Dead at 72” (på engelska). TMZ. 22 juli 2017. http://www.tmz.com/2017/07/22/john-heard-dead-at-72-home-alone/. Läst 22 juli 2017.
552. ↑  ”Jeanne Moreau est morte à l’âge de 89 ans” (på franska). Le monde. 31 juli 2017. http://www.lemonde.fr/disparitions/article/2017/07/31/jeanne-moreau-est-morte-a-l-age-de-89-ans_5166891_3382.html. Läst 31 juli 2017.
553. ↑  http://variety.com/2017/film/news/tobe-hooper-dead-dies-texas-chain-saw-massacre-poltergeist-director-dies-1202539868/
554. ↑  ”La romancière et actrice Anne Wiazemsky est morte” (på franska). Le Monde. 5 oktober 2017. http://www.lemonde.fr/disparitions/article/2017/10/05/la-romanciere-et-actrice-anne-wiazemsky-est-morte_5196570_3382.html. Läst 5 oktober 2017.
555. ↑  Dödsannons i Svenska Dagbladet 5 november 2017 sid.76
556. ↑  SVT Nyheter Kultur, Rikard Wolff är död, 17 november 2017

### Webbkällor
- Svensk Filmdatabas – Filmer med premiär 2017
- IMDb - Filmer med premiär 2017 och senare (engelska)